# Crew Dragon

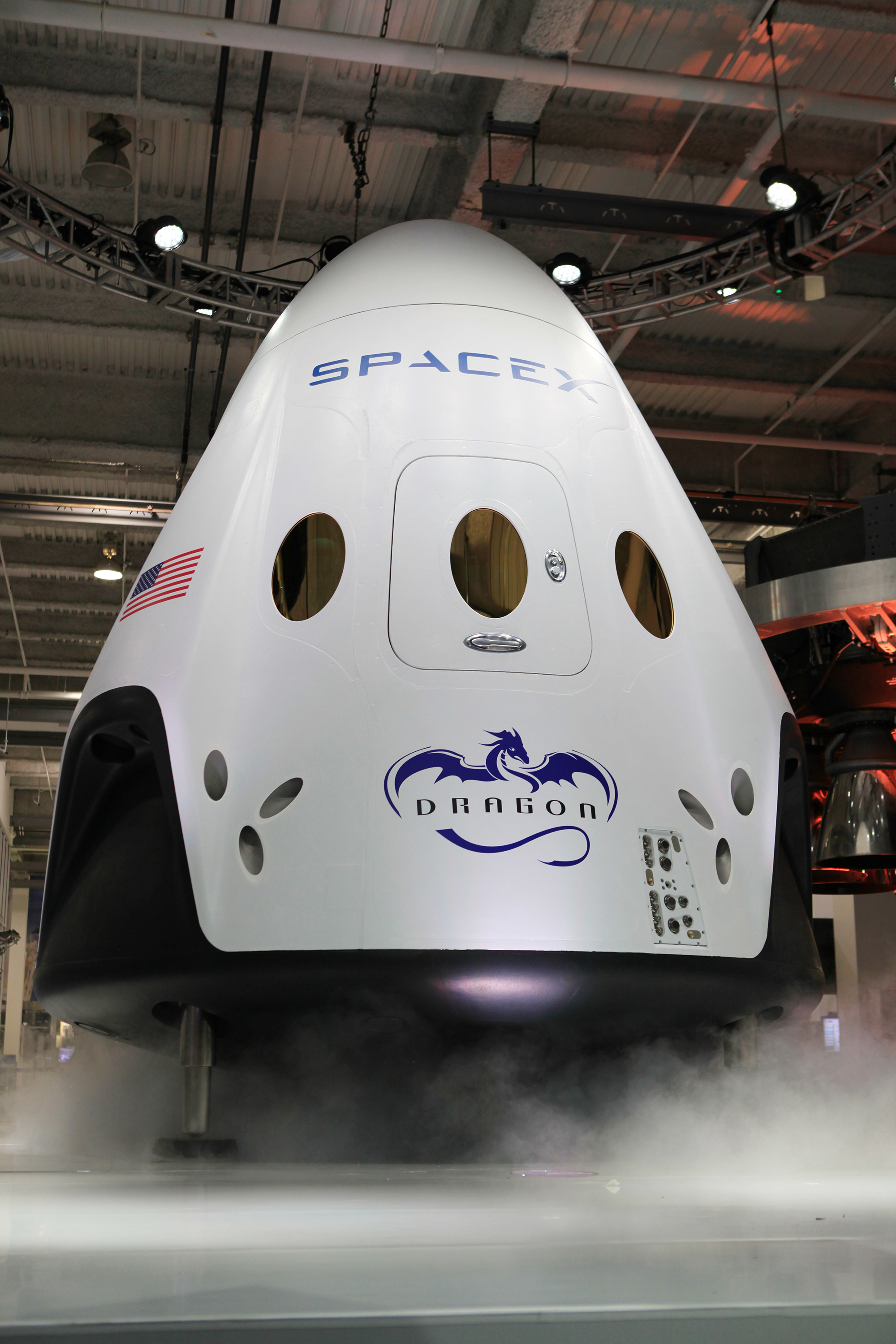
Maquette du vaisseau Crew Dragon présentée en aout 2014.

Le Crew Dragon (ou SpaceX Dragon 2)  est un véhicule spatial développé par la société SpaceX pour le compte de l'agence spatiale américaine, la NASA, qui assure depuis 2020 la relève des équipages de la Station spatiale internationale. Le vaisseau est capable de transporter un équipage de quatre astronautes en orbite basse. Crew Dragon est avec CST-100 de Boeing l'un des deux vaisseaux développés en réponse à l'appel d'offres du programme CCDeV lancé en 2010. Ce dernier avait pour objectif de reprendre les missions assurées provisoirement par les vaisseaux russes Soyouz à la suite du retrait de la navette spatiale américaine en 2011.
Le vaisseau est largement inspiré du cargo spatial SpaceX Dragon qui assure depuis 2012 une partie du ravitaillement de la Station spatiale internationale. D'une masse à vide de plus de 6,3 tonnes, le vaisseau permet de transporter une charge utile de 6 tonnes maximum répartie entre les parties pressurisées et non pressurisée et il peut ramener sur Terre jusqu'à 3 tonnes de fret dans sa partie pressurisée. Le vaisseau est placé en orbite par une fusée partiellement réutilisable Falcon 9 développée par le même constructeur, qui a démontré sa fiabilité en lançant de nombreux satellites au cours des dernières années. Comme le CST-100 et au contraire des générations précédentes des vaisseaux spatiaux chargés de transporter un équipage (Soyouz, Apollo et Mercury), le dispositif de sauvetage utilisé en cas d'anomalie durant le lancement est constitué de moteurs-fusées intégrés qui écartent le vaisseau du lanceur. Le vaisseau Crew Dragon se différencie du CST-100 principalement par l'intégration des servitudes à la capsule de l'équipage (sur le CST-100 ces équipements sont contenus dans un module de service distinct qui est largué avant la rentrée atmosphérique), par une superficie de panneaux photovoltaïques plus élevée lui fournissant une autonomie prolongée en vol libre ainsi que par la capacité à emporter une charge utile externe de plusieurs tonnes dans le module cylindrique creux baptisé tronc qui prolonge le vaisseau spatial. Contrairement au CST-100 le Crew Dragon se pose en mer à son retour sur Terre. Le vaisseau est conçu pour être réutilisé.
Le développement du vaisseau prend un retard important à la suite de problèmes de financement et de mise au point : le premier vol avec équipage, qui était initialement prévu en 2016, est progressivement repoussé à 2020. Le premier vol de qualification sans équipage est effectué le 2 mars 2019, et le premier vol avec équipage a lieu le 30 mai 2020. La mise en service opérationnelle du vaisseau (vol du 16 novembre 2020) met fin à la coûteuse situation de dépendance de la NASA vis-à-vis de l'agence spatiale russe pour la relève de ses équipages. Le vaisseau Crew Dragon doit non seulement transporter les équipages mais également remplacer la version cargo SpaceX Dragon pour le transport de fret à la station spatiale internationale.

## Contexte

### Retrait de la navette spatiale américaine et difficultés de développement du vaisseau Orion
Après le retrait de la navette spatiale américaine, effectif depuis l'été 2011, la NASA ne dispose plus de moyens de transport pour amener ses astronautes à la station spatiale internationale. Elle doit recourir aux Soyouz russes. Lorsque la décision de retirer la navette spatiale avait été prise en 2004, la NASA prévoyait que le vaisseau Orion, développé dans le cadre du programme Constellation, la remplace dès 2014 pour assurer le transport des astronautes. Le développement du vaisseau Orion était complexe car celui-ci devait être utilisé à la fois pour desservir l'orbite basse et pour emporter son équipage jusqu'à la Lune et éventuellement au-delà. Chaque mission de ce vaisseau sera également très coûteuse car il est conçu pour l'espace lointain,.

### Appel à l'industrie privée: appel d'offres CCDeV
Les retards accumulés par ce projet décidèrent la NASA à confier le développement de vaisseaux chargés exclusivement du transport en orbite basse des astronautes. Le programme COTS, mis sur pied en 2006, visait à confier à des candidats choisis à la fois le transport de fret et celui des astronautes (option D). Les deux candidats sélectionnés pour le programme COTS se sont concentrés sur le développement du vaisseau cargo qui constitue le besoin prioritaire. En 2010, la NASA lance donc le programme Commercial Crew Development ou CCDev (en français Développement commercial pour équipage) pour sélectionner de nouvelles entreprises susceptibles de travailler immédiatement sur le transport de passagers. CCDev inaugure comme le programme COTS une nouvelle façon de travailler de la NASA avec les industriels chargés de développer les véhicules spatiaux du programme spatial habité.
Pour les programmes de vol habité précédents (programmes Mercury, Gemini, Apollo, LEM, Skylab, navette spatiale américaine, Station spatiale internationale), les ingénieurs et techniciens de la NASA définissaient toutes les caractéristiques du matériel à développer ainsi que les fonctions de support et les modalités d'utilisation avant de confier le développement à des industriels. Le personnel de la NASA était fortement impliqué dans les processus de certification et de lancement ainsi que dans les opérations en vol. Tout le matériel développé ainsi que les infrastructures étaient la propriété de l'agence spatiale américaine. La NASA définit pour le programme Commercial Crew un cahier des charges centré sur le besoin de disposer d'un système de transport assurant la sécurité des équipages, fiable et d'un coût modéré. Les industriels qui veulent répondre à ce besoin sont libres de définir la solution la plus efficace pour atteindre les objectifs définis par la NASA, et ils sont propriétaires du matériel développé. Ils prennent en charge le lancement et les opérations en vol. Les ingénieurs et spécialistes de la NASA travaillent en étroite collaboration avec ces industriels de manière à pouvoir contrôler la phase de développement tout en mettant à disposition leur expertise et les ressources de l'agence spatiale (bancs de tests, etc.). Les constructeurs peuvent également commercialiser leur produit auprès d'autres utilisateurs que l'agence spatiale américaine,.

## Cahier des charges de l'appel d'offres CCDev
Pour répondre au cahier des charges du programme, les sociétés participant à l'appel d'offres doivent fournir à la fois un lanceur et un vaisseau spatial remplissant les conditions suivantes :
- l'ensemble doit transporter deux fois par an un équipage de quatre personnes et leurs équipements jusqu'à la station spatiale internationale et ramener sur Terre un effectif équivalent ;
- le vaisseau développé doit permettre de sauvegarder l'équipage dans le cas d'une anomalie se produisant sur le pas de tir ou durant la phase de vol propulsée ;
- le vaisseau doit pouvoir servir de refuge dans l'espace durant 24 heures s'il se produit un événement grave (l'agence spatiale évoque le cas d'une fuite de la station spatiale internationale qui ne peut être réparée immédiatement) ;
- le vaisseau doit pouvoir rester amarré à la station spatiale durant au moins 210 jours (correspond au temps de séjour normal d'un équipage avec une marge de quelques dizaines de jours).

La NASA encourage les participants à faire preuve de créativité. Aucune solution technique n'est écartée (navette spatiale, vaisseau classique de type Apollo).

## Sélection du vaisseau Crew Dragon
La sélection des sociétés se déroule en plusieurs étapes. La phase CCDev 1, dotée d'une enveloppe de 50 millions USD, qui se déroule en 2010, a pour objectif de stimuler la recherche et le développement dans le domaine du transport spatial d'équipage. Cinq sociétés sont retenues : Sierra Nevada Corporation, via sa filiale SpaceDev, qui propose le Dream Chaser, candidat malheureux du programme COTS ; Boeing, associé à Bigelow Aerospace, qui propose le CST-100 ; United Launch Alliance ; Paragon Space Development Corporation ; Blue Origin. Pour la phase CCDev 2 (2010-2011), qui a pour objectif de proposer des nouveaux concepts et des évolutions de matériels existants, 270 millions USD sont attribués à Blue Origin, Sierra Nevada Corporation, SpaceX et Boeing. La phase suivante devait être celle du véritable appel d'offres pour la fourniture d'une prestation complète, mais le Sénat n'ayant pas alloué un budget suffisant,, une phase intermédiaire, baptisée Commercial Crew integrated Capability ou CCiCap, est proposée par la NASA. Trois sociétés sont retenues :
- Sierra Nevada Corporation (SNC), qui reçoit 212,5 millions USD pour développer le tandem Dream Chaser/Atlas 5 ;
- SpaceX, qui reçoit 440 millions de dollars pour développer une version de son ensemble Dragon/Falcon 9 apte au lancement d'astronautes ;
- Boeing, qui reçoit 460 millions de dollars pour développer l'ensemble CST-100/Atlas 5.

Finalement la NASA décide le 6 septembre 2014 de retenir deux candidats :
- Boeing, qui reçoit 4,2 milliards de dollars pour développer un véhicule spatial classique baptisé CST-100 Starliner lancé par la fusée Atlas 5 ;
- SpaceX, qui reçoit 2,6 milliards de dollars pour développer une version de son vaisseau cargo SpaceX Dragon adaptée au transport d'équipage et placée en orbite par son lanceur Falcon 9.

| Caractéristiques         | CST-100                                   | Crew Dragon                                    | Soyouz TMA M/MS                                    |
| ------------------------ | ----------------------------------------- | ---------------------------------------------- | -------------------------------------------------- |
| Constructeur             | Boeing                                    | SpaceX                                         | RKK Energia                                        |
| Type véhicule de rentrée | Capsule                                   | Capsule                                        | Capsule                                            |
| Masse                    | 10 t                                      | 7,5-10 t                                       | 7,15 t                                             |
| Diamètre externe         | 4,56 m                                    | 3,7 m.                                         | 2,72 m (module descente 2,2 m)                     |
| Longueur                 | 5,03 m                                    | 7,2 m                                          | 7,48 m                                             |
| Volume habitable         | 11 m3                                     | 9,3 m3                                         | 9 m3                                               |
| Source énergie           | Panneaux solaires + batteries             | Panneaux solaires                              | Panneaux solaires                                  |
| Système d'éjection       | Propulseurs intégrés au module de service | Propulseurs intégrés à la capsule              | Tour de sauvetage                                  |
| Autonomie en vol libre   | 60 h                                      | Une semaine                                    | 4 jours                                            |
| Méthode d'atterrissage   | Parachutes + coussins gonflables (Terre)  | Parachutes (mer)                               | Parachutes + propulsion pour la vitesse résiduelle |
| Site d'atterrissage      | Terre ou mer                              | Mer                                            | Terre                                              |
| Lanceur                  | Atlas V                                   | Falcon 9                                       | Soyouz                                             |
| Réutilisabilité          | Oui                                       | Oui                                            | Non                                                |
| Autre caractéristique    |                                           | Capacité d'emport de cargaison non pressurisée | Partie pressurisée subdivisée en deux modules      |

Selon les termes du contrat passé avec la NASA, les montants alloués aux deux constructeurs incluent un vol de qualification sans équipage suivi d'un vol de qualification avec un équipage comprenant au moins un astronaute de la NASA pour valider le fonctionnement du lanceur, du vaisseau et des systèmes au cours du lancement, des manœuvres en orbite et des opérations d'amarrage avec la Station spatiale internationale. Une fois la phase de certification achevée avec succès, chacun des deux constructeurs réalisera ensuite deux missions opérationnelles, ce nombre pouvant ensuite être porté jusqu'à six.

## Historique

### Genèse (2005-2011)
Dès le début du développement de la Falcon 9, un de ses objectifs annoncés est l'envoi d'équipages sur la Station Spatiale Internationale. En mars 2006, SpaceX annonce le développement du vaisseau Dragon, qui doit être utilisé pour envoyer du cargo et par la suite des astronautes vers l'ISS. La version habitée doit être capable de transporter 7 astronautes vers l'ISS, ou bien des astronautes et du cargo simultanément.
En septembre 2006, SpaceX reçoit le premier contrat de la NASA pour le transport de cargo vers l'ISS, avec la possibilité d'étendre le contrat à l'envoi d'astronautes.

### Sélection pour le programme Commercial Crew (2011-2014)

#### CCDev2 (avril 2011-juillet 2012)
SpaceX reçoit 75 millions de $ en avril 2011 dans la deuxième phase du programme Commercial Crew de la NASA (CCDev2). Le principal objectif de cette phase est de développer un nouveau système de sauvetage à carburant liquide intégré à la capsule, qui diffère radicalement des tours de sauvetage à carburant solide utilisées jusque là. SpaceX commence également la conception du Dragon habité, à l'époque appelé DragonRider, pour un premier vol prévu en 2014.
En octobre 2011, Elon Musk annonce que le vaisseau a terminé la phase de conception préliminaire, en particulier le système d'éjection qui est approuvé par la NASA, et certains éléments comme les propulseurs, les panneaux solaires, la protection thermique ou le système de guidage sont déjà en production. SpaceX fabrique ensuite les premiers prototypes des moteurs SuperDraco, qui doivent être utilisés à la fois pour éjecter le vaisseau en cas de nécessité, et pour atterrir sur Terre ou sur d'autres planètes. Des nouvelles installations de test sont construites à McGregor, et en janvier 2012, le moteur SuperDraco est allumé pour la première fois dans une série de tests au sol.
En juillet 2012, tous les objectifs de la phase CCDev2 sont complétés, SpaceX et la NASA ayant examiné les plans détaillés de chaque phase du vol, en particulier du point de vue de la sécurité.

#### CCiCap (août 2012-septembre 2014)
SpaceX reçoit à nouveau 440 millions de $ en août 2012 dans la troisième phase du programme Commercial Crew, le Commercial Crew Integrated Capability (CCiCap). SpaceX doit poursuivre la conception du vaisseau, en particulier les installations au sol, le déroulement de la mission en orbite, et la sécurité. Un test d'éjection au sol doit également être effectué en décembre 2013, suivi d'un test d'éjection en vol en avril 2014, mais ces tests sont reportés respectivement à 2015 et 2020. SpaceX présente à la NASA les méthodes utilisées pour concevoir, construire et tester les systèmes intégrés en octobre 2012, puis une analyse détaillée des systèmes assurant la sécurité des astronautes en août 2013.

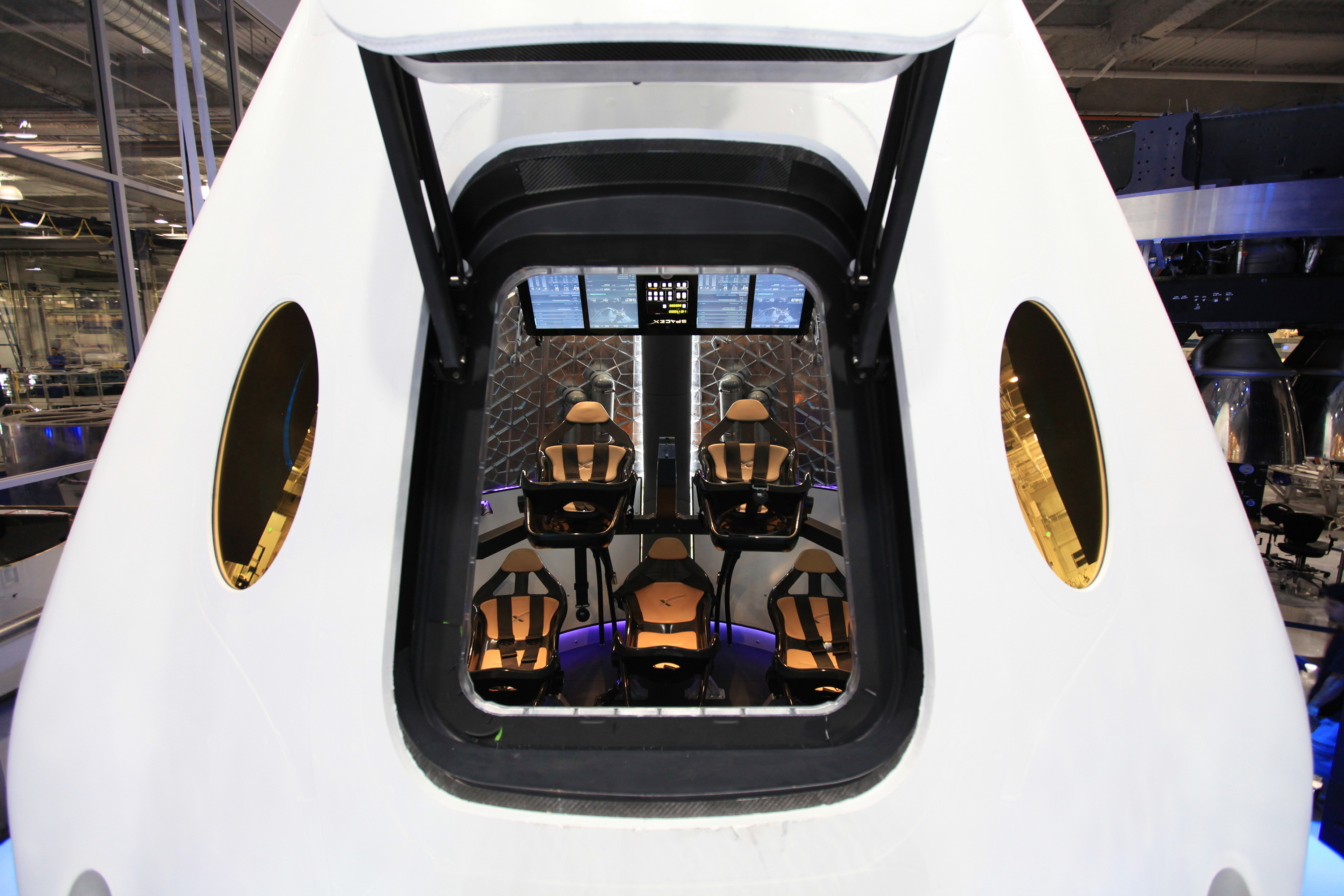
Présentation de la maquette des aménagements intérieurs en 2014.

Une première maquette du Crew Dragon avec ses aménagements intérieurs est présentée publiquement en mai 2014.
Mais malgré les progrès réalisés, le développement du vaisseau, ainsi que des autres projets du programme Commercial Crew, a été ralenti par les réticences budgétaires du Congrès américain envers ce programme et son sous-financement chronique jusqu'en 2014, la NASA ne pouvant avant cette date allouer les sommes nécessaires à ces sociétés. En conséquence, la date du premier vol initialement prévue en 2015 est repoussée à 2017.

#### Sélection définitive (septembre 2014)
Le Crew Dragon est définitivement sélectionné par la NASA en septembre 2014 pour transporter des astronautes vers l'ISS. SpaceX reçoit ainsi 2,6 milliards de $ pour terminer le développement du vaisseau et effectuer un vol de test sans équipage, un avec équipage, puis 2 à 6 vols opérationnels.

### Développement (2014-2019)

#### Tests du prototype DragonFly
En mai 2014, SpaceX annonce la construction du prototype DragonFly, qui doit effectuer une campagne de test intensive du système d'atterrissage propulsé du vaisseau.

Un premier test simulant une interruption du lancement à la suite d'une avarie sur le lanceur est effectuée le 6 mai 2015 à Cape Canaveral. Le vaisseau Crew Dragon installé sur le pas de tir du complexe de lancement 40 met à feu ses huit moteurs-fusées SuperDraco, qui fournissent une poussée de 54 tonnes durant 6 secondes en brûlant deux tonnes d'hydrazine et de peroxyde d'azote. Le vaisseau atteint à la fin de la phase propulsée une vitesse de 640 km/h et poursuit sur sa lancée sa montée jusqu'à une altitude de 1 500 mètres. Parvenu au point culminant de sa trajectoire, la partie basse du vaisseau se détache et celui-ci bascule en pointant le bouclier thermique vers le sol. Trois parachutes pilotes destinés à stabiliser la capsule se déploient, puis trois parachutes principaux ralentissent sa chute. La capsule amerrit dans l'océan une minute et 39 secondes après son lancement, à environ 2,6 kilomètres du pas de tir. Malgré le mauvais fonctionnement d'un des moteurs, l'essai est considéré comme un succès.

Test du 6 mai 2015
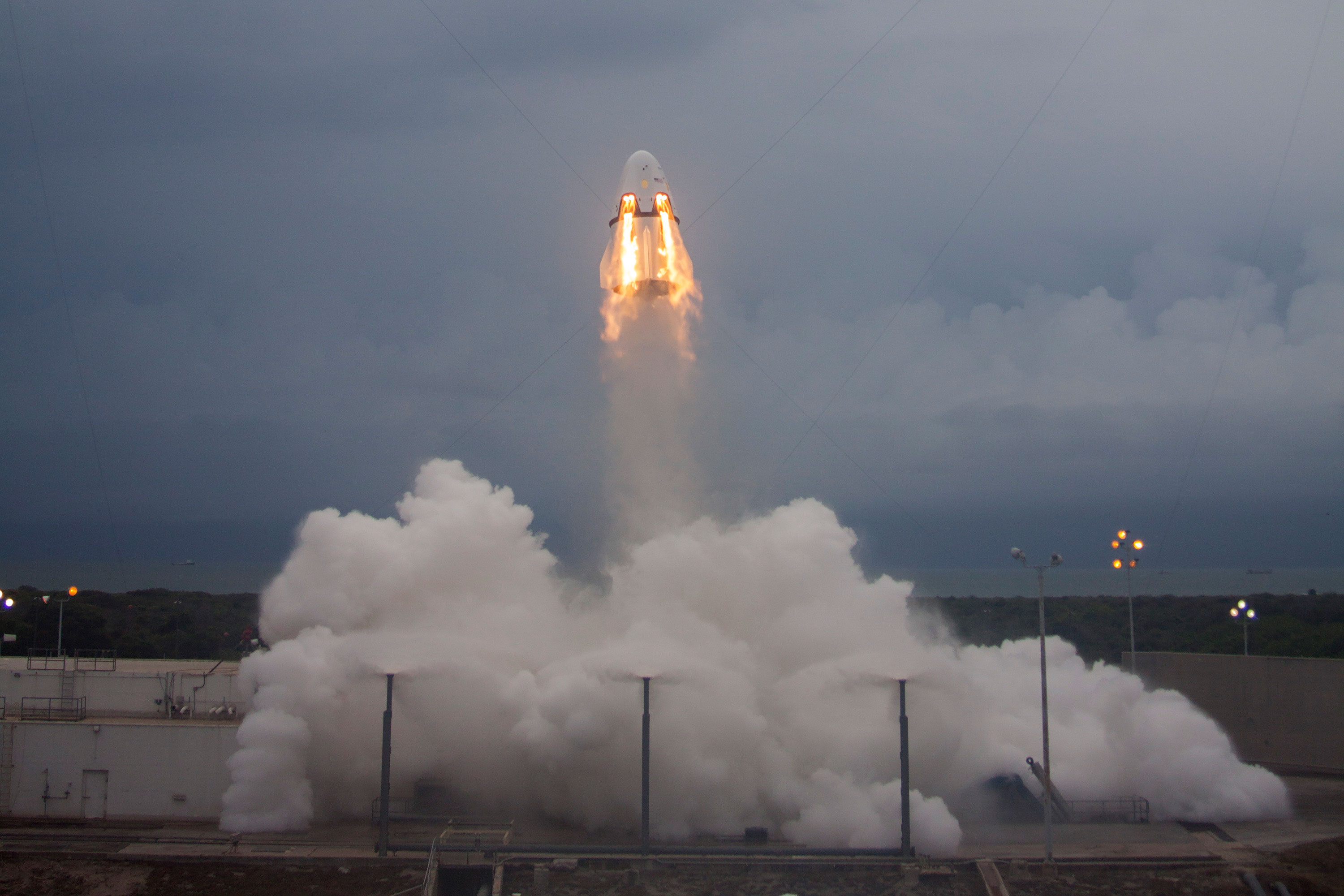
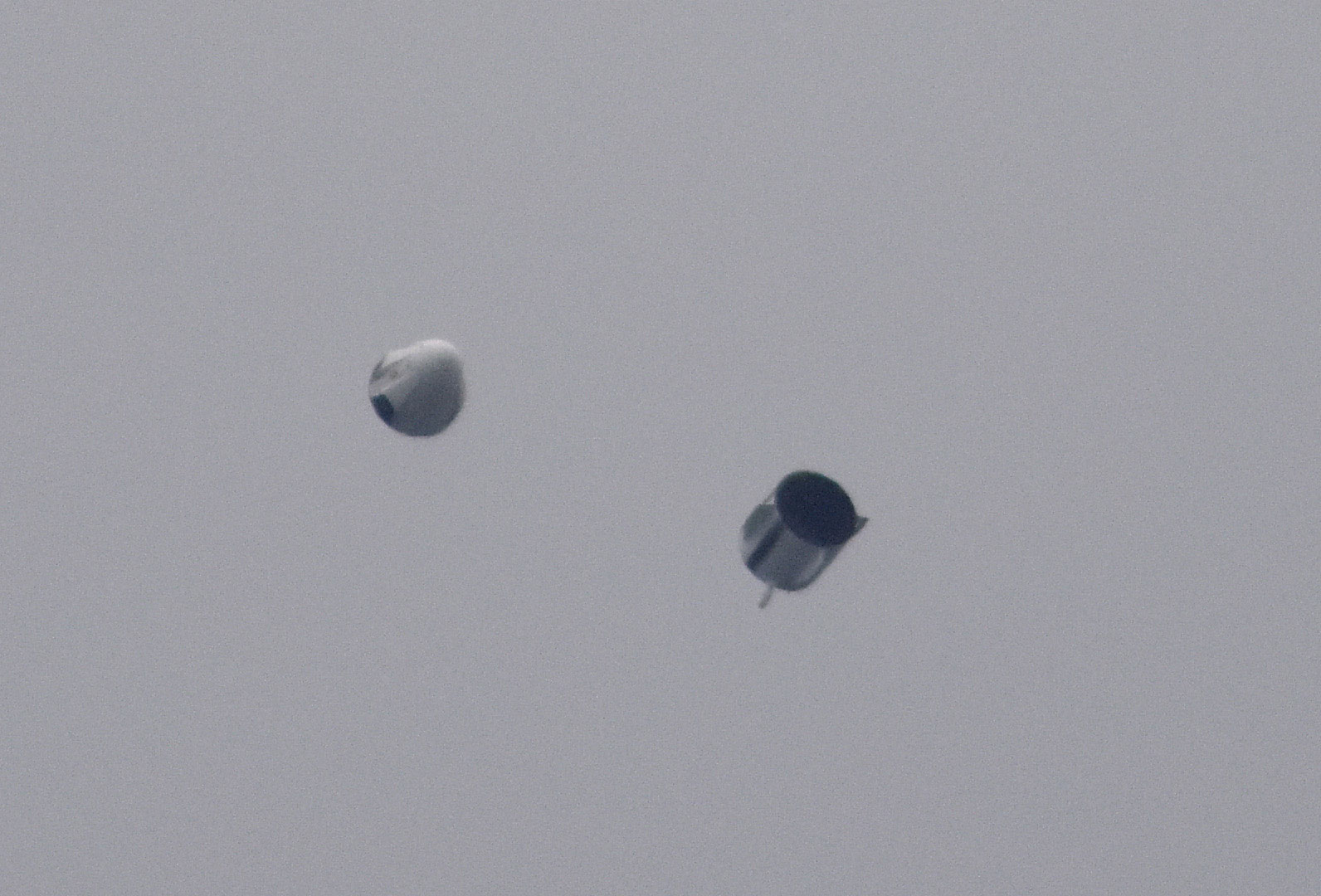

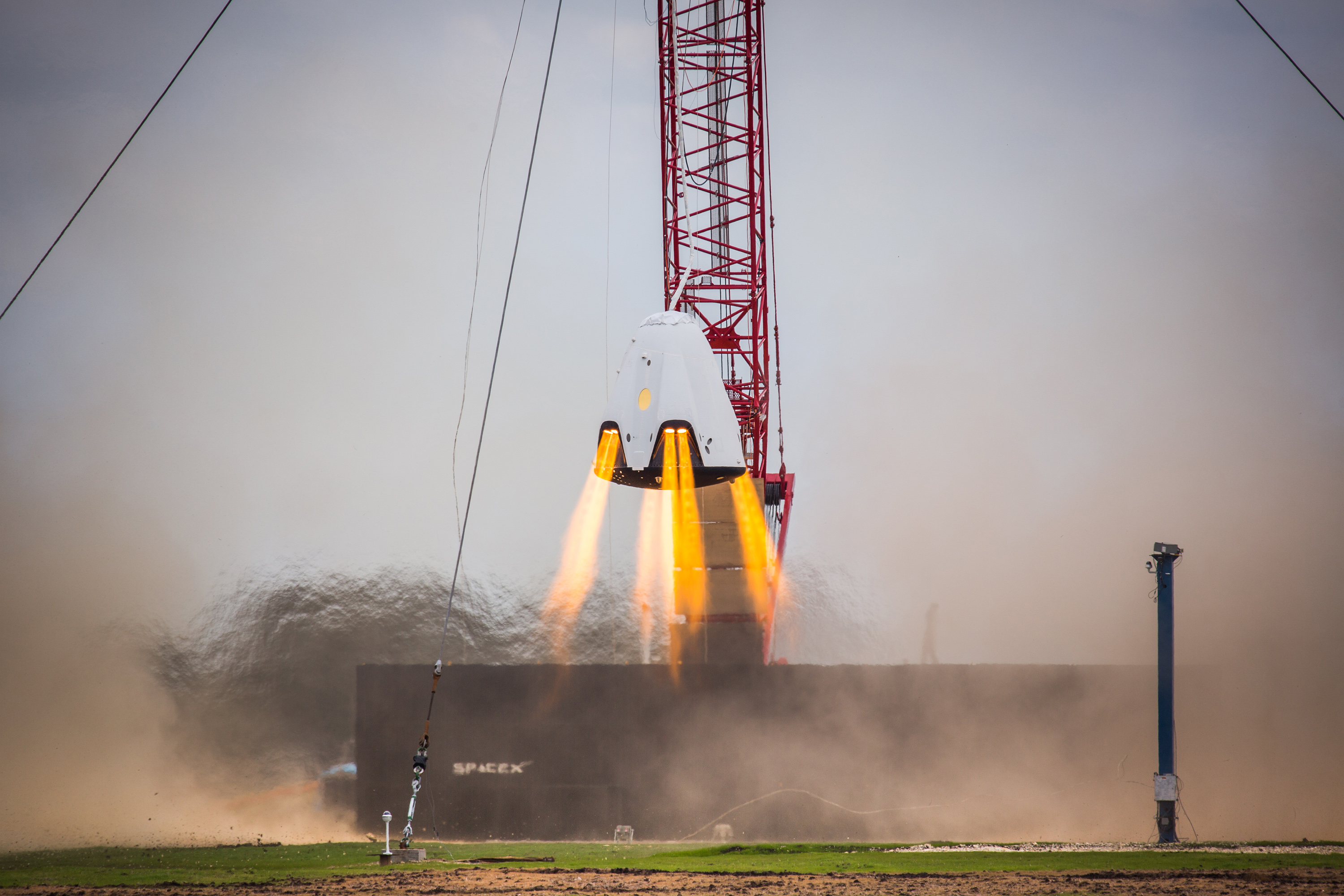
Test des SuperDraco.

Une fois le test d'éjection au sol effectué, la capsule est envoyée à McGregor en octobre 2015 afin d'y poursuivre sa campagne de test. Le 24 novembre 2015, un deuxième test de vol stationnaire est effectué. La capsule, attachée au sol par des câbles, allume ses huit moteurs SuperDraco pendant 5 secondes en se maintenant à altitude fixe au-dessus du sol. Ce test devait être le premier d'une longue série, mais les tests suivants sont annulés lorsque SpaceX abandonne l'atterrissage propulsé.

#### Glissement de la date du premier vol
Dès 2013, les services d'inspection de la NASA officialisent le retard pris par le programme. Ceux-ci sont essentiellement dus au sous-financement du programme entre 2011 et 2013, aux difficultés techniques de SpaceX et de Boeing rencontrées dans la mise au point de leur vaisseau, ainsi qu'aux retards administratifs de la NASA. Crew Dragon doit subir quelques modifications afin de garantir son étanchéité lorsqu'il amerrit à son retour sur Terre, le vaisseau ayant été initialement conçu pour se poser au sol. De son côté, la NASA, qui doit valider les choix effectués par les constructeurs sous l'angle de la sécurité, contribue également au retard en répondant aux rapports et demandes de modifications adressés par SpaceX et Boeing avec un délai pouvant atteindre 7 mois,.

#### Projet de mission circumlunaire

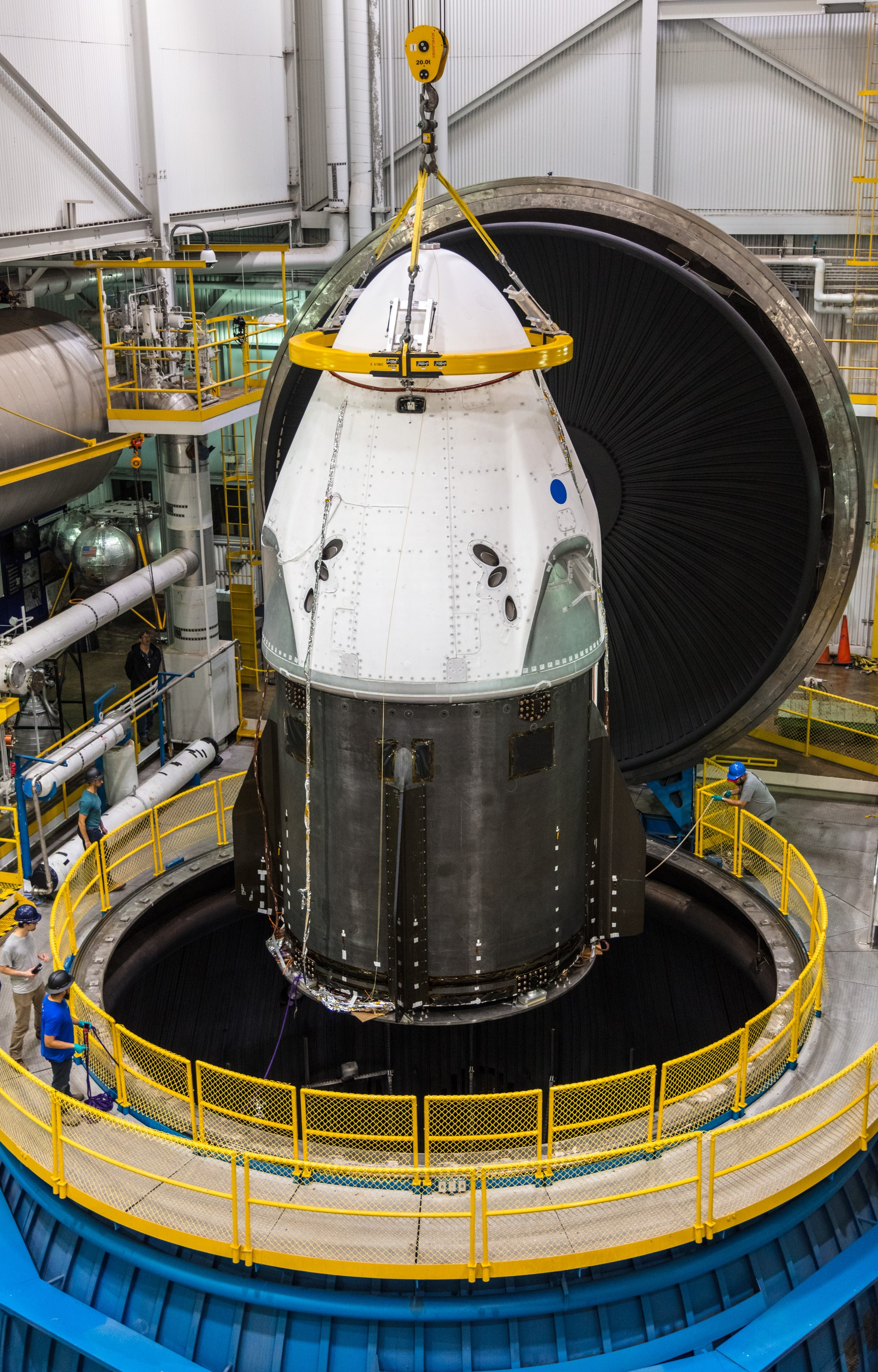
Le vaisseau Crew Dragon est testé dans une chambre reproduisant les conditions à très haute altitude dans la Plum Brook Station sur le site du Glenn Research Center de la NASA.

En février 2017, SpaceX annonce une mission circumlunaire (un vol effectuant un survol de la Lune avant de revenir sur Terre) utilisant le vaisseau Crew Dragon, qui serait lancée à cette occasion par la fusée lourde Falcon Heavy. L'équipage serait composé de deux touristes spatiaux payants. Mais ce projet est abandonné en février 2018, car selon Elon Musk, patron de SpaceX, il devient peu probable que la Falcon Heavy soit utilisée pour cet usage compte tenu des rapides progrès dans le développement du lanceur lourd BFR qui doit le remplacer. En septembre 2018, SpaceX révèle que le client de ce projet fut Yūsaku Maezawa, qui préféra plutôt effectuer cette mission avec le BFR en développant le projet artistique dénommé DearMoon.

#### Abandon de l'atterrissage propulsé
L'un des aspects les plus spectaculaires du projet de SpaceX était le recours à un atterrissage propulsé : le vaisseau Crew Dragon devait réduire sa vitesse, puis se poser en douceur sur le sol ferme en ayant recours uniquement à ses 8 moteurs-fusées SuperDraco d'une poussée unitaire de 73 kN montés par paires sur le pourtour du vaisseau, sans utiliser de parachutes. Ce système de propulsion doit également être utilisé en cas de lancement interrompu pour assurer l'éjection du vaisseau loin du lanceur défaillant. Ce dispositif remplace le système habituel de la tour de sauvetage chargée de préserver la vie des astronautes dans ce cas de figure. Le vaisseau devait être également capable de se poser avec des parachutes en mer. Le recours à un atterrissage propulsé constituait une première dans le domaine spatial, tous les autres vaisseaux ayant recours soit à des parachutes pour se poser en mer ou sur Terre (Soyouz), soit à un atterrissage en vol plané, comme les navettes spatiales. En juillet 2017, SpaceX décide d'abandonner cette solution, qui impose, pour garantir la sécurité des équipages, une procédure de certification trop lourde. Par ailleurs, selon le président de SpaceX, Elon Musk, ce mode d'atterrissage n'est plus celui envisagé pour la version martienne du vaisseau (Red Dragon), ce qui annule la synergie entre les deux projets. Le Crew Dragon se posera donc en mer en utilisant ses parachutes, un scénario de secours prévu dès le début de la conception du vaisseau,.

#### Feu vert pour un remplissage des réservoirs avec l'équipage à bord
Pour les missions avec équipage, la NASA fait embarquer ses astronautes une fois le plein des réservoirs effectués. Cette procédure limite le risque d'une perte de l'équipage durant le remplissage des réservoirs, qui présente des risques non négligeables, comme l'a démontré l'explosion au sol du lanceur Falcon 9 en septembre 2016. SpaceX a demandé que la procédure actuelle (load and go) appliquée aux vols de son lanceur, pour laquelle le remplissage débute seulement 35 minutes avant le lancement, soit reconduite pour les vols avec équipage : remplir les réservoirs avec des ergols à température extrêmement basse permet d'augmenter de manière significative la quantité stockée (les ergols sont beaucoup plus denses à ces températures), et cette procédure évite le réchauffement des ergols, qui dégraderait les performances du lanceur. Cela impose que le remplissage des réservoirs se fasse après l'embarquement des équipages. Compte tenu des dispositions prises par SpaceX, le comité de la NASA chargé de s'assurer de la sécurité des lancements a validé en mai 2018 le recours à cette procédure pour les vols avec équipage.

#### Un report des vols coûteux pour la NASA
La mise au point du Crew Dragon se révèle plus complexe que ce qui avait été envisagé par les responsables de SpaceX et la date de premier vol annoncée par Elon Musk en 2016 glisse à 2020. Les principales sources de ce dérapage du projet sont, outre les difficultés budgétaires de la NASA, plusieurs changements d'architecture :
- l'abandon du système d'atterrissage propulsé qui devait remplacer les parachutes. La mise au point de ce système s'est avérée plus complexe que prévu sur le plan technique et difficile à certifier pour l'échéance visée. En conséquence, SpaceX a décidé de revenir à la solution classique des parachutes et de faire amerrir sa capsule ;
- un nouveau besoin de la NASA entraîné par ce changement. L'agence spatiale a demandé de modifier l'inclinaison des sièges pour réduire la décélération subie par les astronautes au moment de l'impact du vaisseau à la surface de l'océan. Il a fallu modifier la disposition intérieure de la capsule, qui ne peut désormais plus accueillir que quatre astronautes au lieu des sept prévus à l'origine ;
- En mesurant les forces exercées sur les suspentes des parachutes du vaisseau cargo SpaceX Dragon, les ingénieurs ont découvert que les forces exercées étaient bien supérieures à celles exigées par le cahier des charges de la NASA. Il a fallu renforcer les suspentes, ce qui a accru leur encombrement et leur masse. Ces modifications ont nécessité de modifier la capsule, ce qui a entraîné un retard de 18 mois ;
- l'explosion en avril 2019 d'une capsule durant des tests statiques, qui a ajouté un délai de trois à quatre mois.

La conjugaison des restrictions budgétaires touchant le programme commercial de la NASA et des difficultés rencontrées par les deux constructeurs (SpaceX et Boeing) dans la mise au point du Crew Dragon comme du CST-100 Starliner entraînent un report de l'entrée en phase opérationnelle. Les premiers vols opérationnels prévus initialement en 2017 sont finalement repoussés au deuxième semestre 2019. En août 2015, la NASA est contrainte d'acheter pour la relève de ses astronautes six places à bord de vaisseaux Soyouz utilisables en 2018. Celles-ci lui sont facturées 490 millions US$ par l'agence spatiale russe Roscosmos (81,7 millions par place, mais comprend l'entraînement). En février 2017, la NASA achète de nouveau 5 places supplémentaires pour un coût unitaire de 74,7 millions. Enfin, elle envisage en février 2019 d'acquérir deux autres places pour garantir la continuité entre la dernière mission Soyouz véhiculant des astronautes non russes (mission Soyouz MS-13 programmée en juillet 2019) et les premiers vols opérationnels des deux nouveaux vaisseaux américains.

### Vols de qualification (2019-2020)
Pour qualifier le vaisseau, la NASA demande à SpaceX que soient effectués deux vols entre lesquels doit s'intercaler une démonstration du système d'éjection au moment où la pression aérodynamique est maximale (max Q) démontrant la capacité de ce système de faire face à une défaillance du lanceur au moment le plus défavorable.

#### Premier vol de qualification (mars 2019)
La première mission du Crew Dragon, baptisée SpX-DM1 est lancée le 2 mars 2019 depuis le pas de tir 39A du Centre spatial Kennedy. Ce vol sans équipage a pour objectif de vérifier le fonctionnement du vaisseau durant les phases critiques du vol. Il s'amarre avec l'ISS le 3 mars, 27 heures après le lancement, et reste amarré pendant quatre jours avant de quitter la station le 8 mars. La mission est un succès et le vaisseau amerrit quelques heures plus tard au large de la Floride où il est récupéré par un navire qui le ramène à la base de Cape Canaveral. Là il doit être examiné, remis en état puis préparé pour le test du système de sauvetage programmé.

Mission de qualification sans équipage SpX-DM1 (mars 2019)
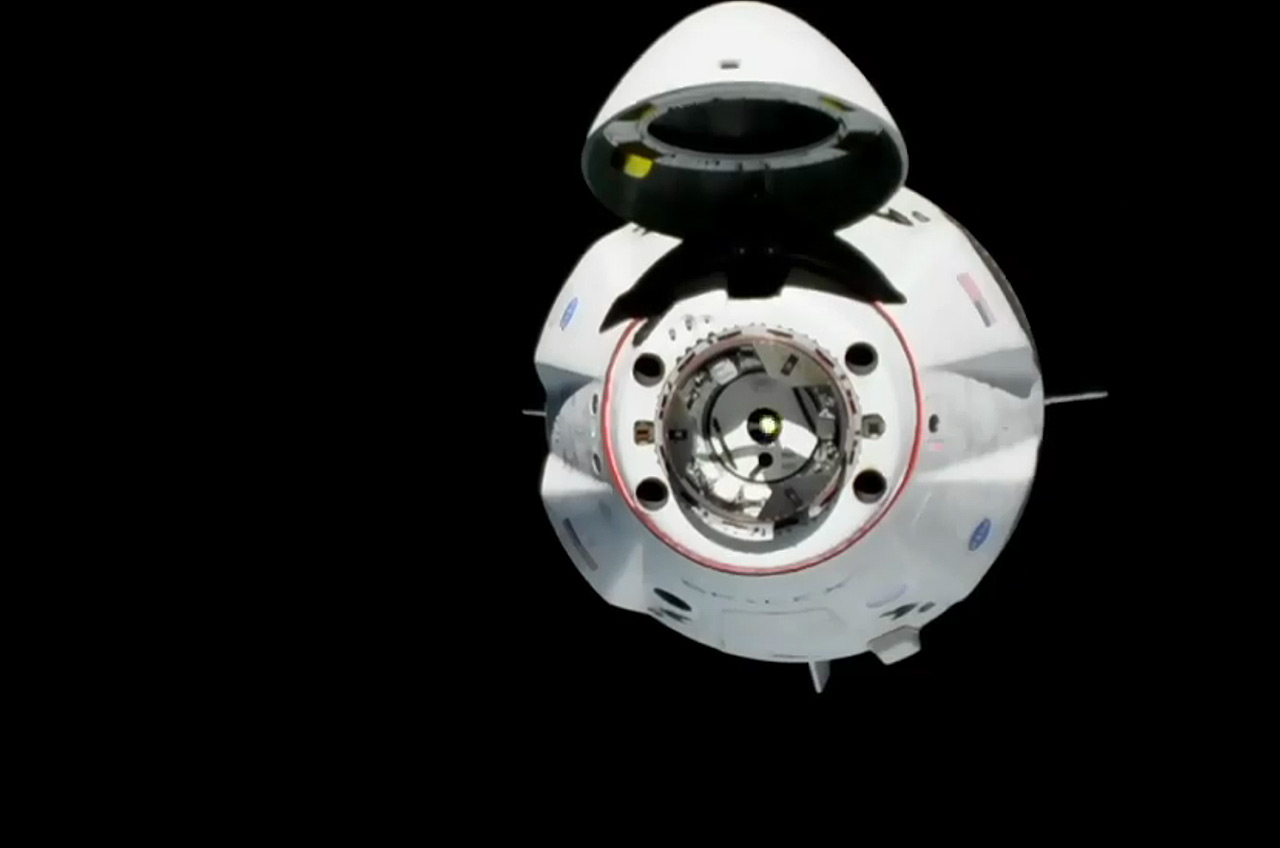
Le vaisseau Crew Dragon durant la mission SpX-DM1 peu avant son amarrage à la station spatiale internationale.
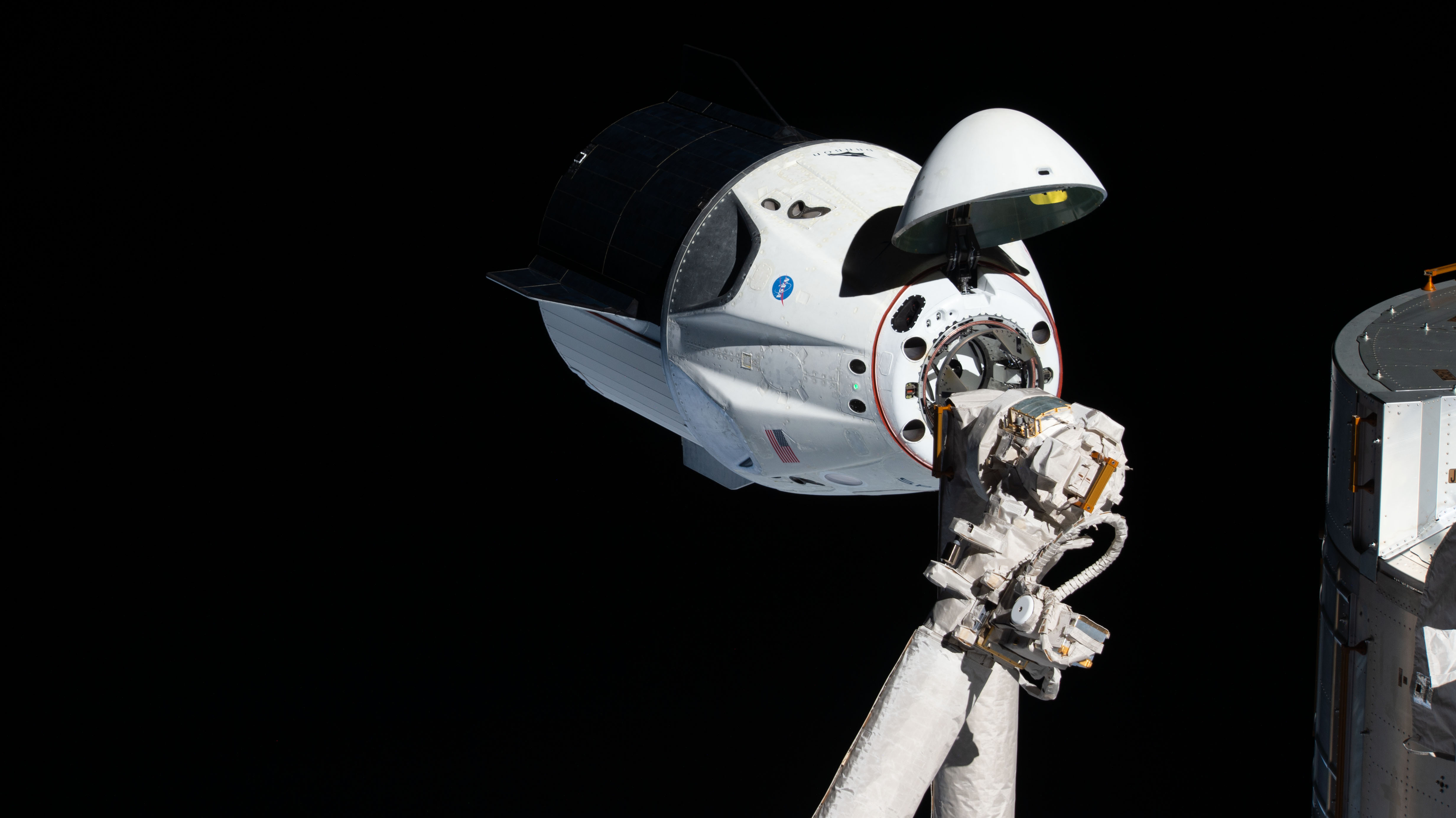
Crew Dragon peu avant son amarrage au  module Harmony de la Station spatiale internationale.
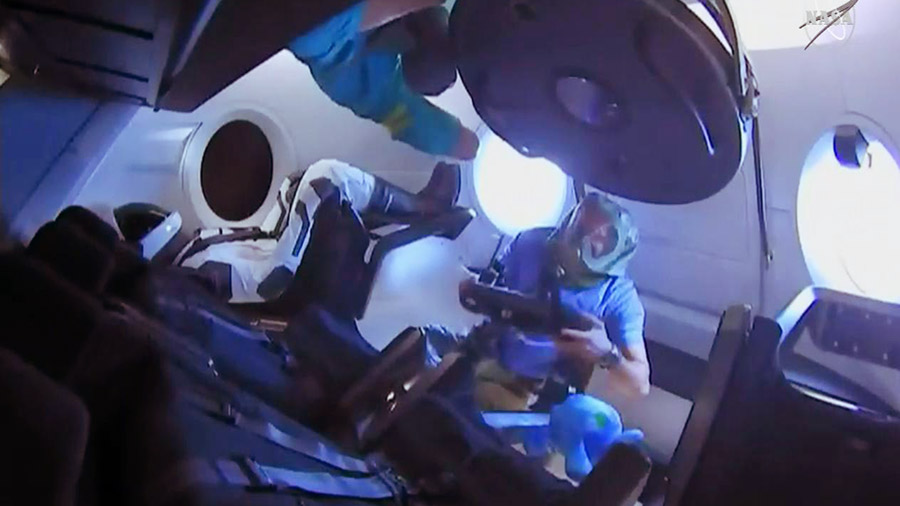
L'équipage de la station spatiale pénètre dans le vaisseau Crew Dragon après l'ouverture de l'écoutille.

#### Explosion de la capsule durant des tests de son système de propulsion (avril 2019)
Durant un test statique des moteurs SuperDraco qui se déroule le 20 avril 2019 une violente explosion détruit entièrement la capsule Crew Dragon. Les investigations menées par la suite démontrent que l'explosion découle d'une fuite du circuit d'alimentation du peroxyde d'azote dans le circuit de pressurisation contenant de l'hélium. La fuite s'est produite au niveau d'une vanne en titane. Pour corriger le problème, la vanne est remplacée par un disque de rupture. Les modifications apportées au système de propulsion du vaisseau Crew Dragon sont testés avec succès le 13 novembre 2019.

#### Test du système d'éjection (janvier 2020)
Un test du système d'éjection du vaisseau à haute altitude est réalisé le 19 janvier 2020. Le vaisseau est propulsé par une fusée Falcon 9 pendant 1 minute 25 secondes jusqu'à une altitude de 15 km. Les moteurs du lanceur sont alors éteints et le vaisseau s'éjecte en allumant ses moteurs Superdraco, suivi de la destruction de la fusée quelques secondes plus tard. Le Crew Dragon poursuit son vol sur une trajectoire suborbitale, avant d'ouvrir des parachutes 4 minutes 45 secondes après le lancement, puis amerrit avec succès dans l'Océan Atlantique après 9 minutes de vol.

#### Deuxième vol de qualification (mai 2020)
Le deuxième vol de qualification et premier vol avec un équipage SpX-DM2 est lancé le 30 mai 2020. L'équipage est constitué des astronautes de la NASA Robert Behnken et Douglas Hurley. Le décollage a lieu à 19 h 22 UTC sans aucun problème et, à 19 h 35 la mise en orbite est effectuée. Crew Dragon rejoint l'ISS le 31 mai 2020 après 19 heures de vol. Après un séjour de deux mois sur l'ISS, les astronautes quittent la station le 1er août et entament les manœuvres de retour sur Terre, et la capsule amerrit avec succès dans le Golfe du Mexique le 2 août. À la suite de la réussite de ce vol, le vaisseau est qualifié pour effectuer ses missions opérationnelles à partir de septembre 2020.

### Utilisation opérationnelle (depuis 2020)
Une fois les vols de qualification achevés, les vols opérationnels assurent la relève des équipages de la station spatiale internationale. Un contrat pour 12 vols est passé par la NASA en 2017, dont 6 seront effectués par la capsule Crew Dragon entre 2020 et 2024. Chaque vol transporte un équipage pouvant comprendre jusqu'à 4 personnes, les vaisseaux Soyouz continuant à assurer le transport des cosmonautes russes.
À partir de 2020, le vaisseau Crew Dragon assure non seulement la relève des équipages, mais également remplace la version cargo SpaceX Dragon pour le transport de fret à la station spatiale internationale.
Le 16 septembre 2021, SpaceX envoie dans l'espace quatre passagers privés qui séjournent durant trois jours à bord de la capsule Crew Dragon lors de la mission Inspiration4.

## Caractéristiques techniques

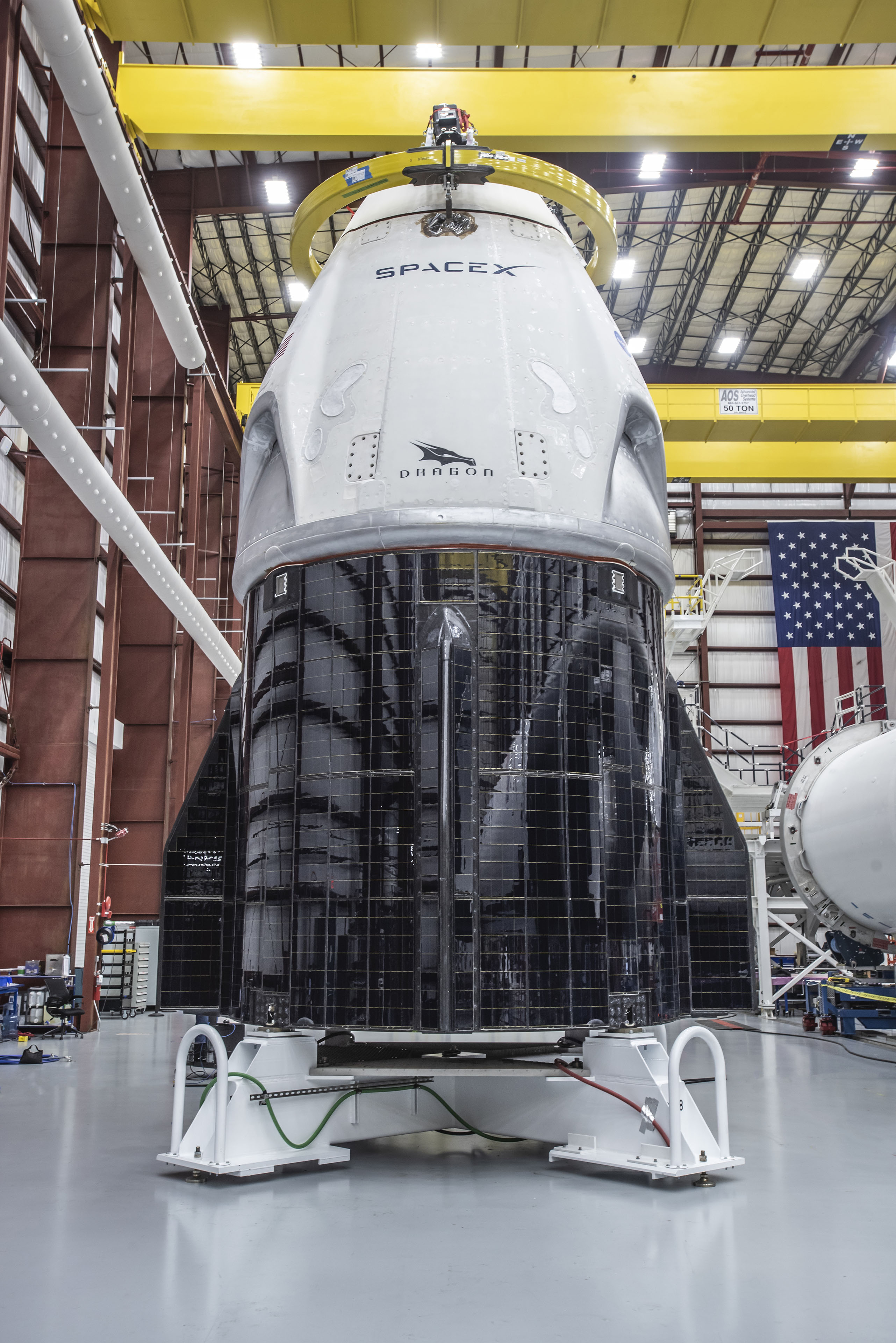
Le vaisseau Crew Dragon peu avant son premier vol. La face visible est celle recouverte de panneaux solaires.

Les principales caractéristiques du Crew Dragon sont les suivantes.

### Architecture
Le vaisseau Crew Dragon est largement basé sur la version cargo Dragon. Contrairement aux générations précédentes des vaisseaux spatiaux (Soyouz, Apollo et Shenzhou) qui utilisaient une tour de sauvetage larguée en altitude pour écarter le vaisseau en cas de défaillance du lanceur, le vaisseau Crew Dragon a recours à des moteurs-fusées intégrés qui écartent la capsule en la poussant et qui sont utilisables durant le reste de la mission pour les manœuvres orbitales. Ces moteurs-fusées devaient initialement remplacer les parachutes pour le retour sur Terre mais cette option n'a finalement pas été retenue. Il se différencie de son concurrent, le CST-100, principalement par la source d'énergie utilisée (panneaux solaires au lieu de batteries), l'intégration des servitudes (réservoirs, batteries, oxygène, etc.) à la capsule de l'équipage (sur le CST-100 ces équipements sont contenus dans un module de service distinct qui est largué avant la rentrée atmosphérique) ainsi que par la capacité à emporter une charge utile externe de plusieurs tonnes dans le module cylindrique creux baptisé tronc qui prolonge le vaisseau spatial. Contrairement à la version cargo Dragon, les panneaux solaires ne sont pas déployés de part et d'autre du corps du vaisseau mais sont fixes et tapissent la moitié du tronc. En effet le Crew Dragon a besoin de moins d'énergie ce qui a rendu cette solution possible. L'autre différence importante est le système d'amarrage de type NASA Docking System (NDS)  qui remplace le système CBM utilisé par le cargo spatial. Les deux vaisseaux Crew Dragon et CST-100 sont les premiers à utiliser ce système d'amarrage androgyne international mis au point par la NASA. Le diamètre interne de l'écoutille de forme circulaire est de 80 cm (contre un carré de 127 cm de côté pour le CBM).

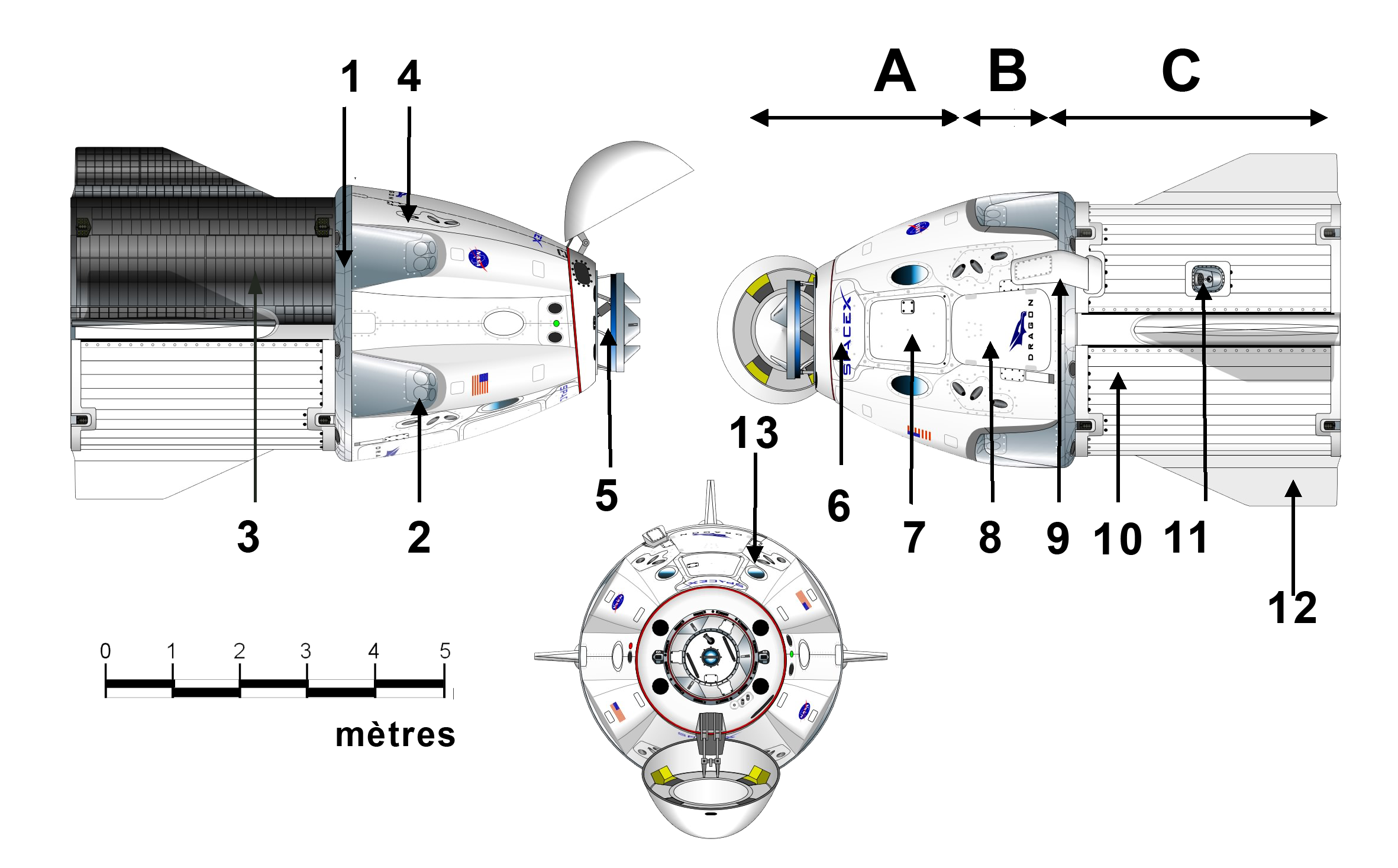
Schéma du Crew Dragon vu de face et des deux côtés : A Capsule équipage : partie pressurisée - B Capsule équipage : module de service non pressurisé - C « Tronc » - 1 Bouclier thermique - 2 Tuyère moteur SuperDraco (4 x 2) - 3 Panneaux solaires - 4 Tuyères moteurs Draco (4 x 3) - 5 Cône articulé protégeant le système d'amarrage à la station spatiale - 6 Trappe des parachutes pilotes - 7 Écoutille équipage - 8 Trappe des 4 parachutes principaux - 9 Gaine des câbles et tuyaux reliant le tronc et la capsule de l'équipage (énergie, circuit régulation thermique…) - 10 Radiateurs - 11 Prise ombilicale utilisée sur le pas de tir - 12 Ailerons de stabilisation en cas d'éjection au lancement - 13 Hublots.

### Caractéristiques générales
Le vaisseau Crew Dragon, haut de 8,23 mètres, comprend deux sous-ensembles. Le haut du vaisseau est constitué d'une capsule en forme de cône tronqué, haute de 4,88 mètres pour un diamètre maximal de 3,96 mètres. Sa base est formée par un bouclier thermique qui protège le vaisseau lors de la rentrée atmosphérique. La partie pressurisée est destinée à l'équipage (volume total de 9,3 m3) et contient également les moteurs de contrôle d'attitude et de guidage Draco, les réservoirs d'ergols, etc. Le haut de la capsule comprend une petite coiffe amovible qui protège le sas d'amarrage à la station spatiale internationale lors de la mise en orbite du vaisseau et de son retour sur Terre. La capsule comprend quatre hublots de relativement grande taille comparés aux vaisseaux antérieurs. Une écoutille sur le côté permet à l'équipage de s'installer dans le vaisseau. Deux trappes sont situées au-dessus et au-dessous de l'écoutille : la trappe supérieure recouvre le compartiment des parachutes pilotes qui effectuent le premier freinage et la stabilisation de la capsule lors du retour sur Terre tandis que la trappe inférieure donne accès au compartiment des quatre parachutes principaux. La partie inférieure du vaisseau de forme cylindrique, baptisée tronc (trunk en anglais), est haute de 3,66 mètres pour un diamètre de 3,66 mètres. Cette partie du vaisseau n'est pas récupérée après la mission car elle est larguée avant la rentrée atmosphérique et est détruite durant celle-ci. La moitié de sa surface est recouverte de cellules photovoltaïques destinées à l'alimentation électrique tandis que l'autre moitié est recouverte de radiateurs destinés à la régulation thermique du vaisseau. Des petits ailerons permettent de stabiliser aérodynamiquement le vaisseau si celui-ci est éjecté par ses propulseurs à la suite d'une défaillance du lanceur. Le tronc est creux et permet de transporter du fret non pressurisé si nécessaire. Le volume disponible est de 37 m3. Le vaisseau permet de transporter une charge utile de 6 tonnes en orbite (dans la partie pressurisée ou non) et de ramener sur Terre un fret de 3 tonnes dans la partie pressurisée,.

Propulsion
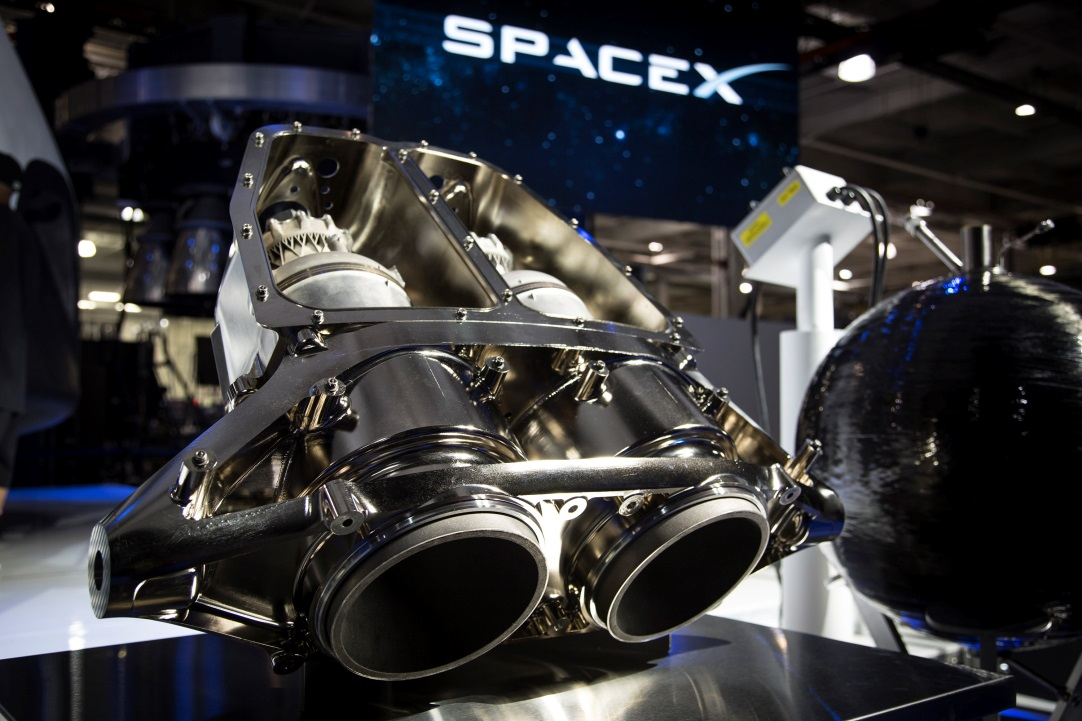
Les SuperDraco sont montés par paire.
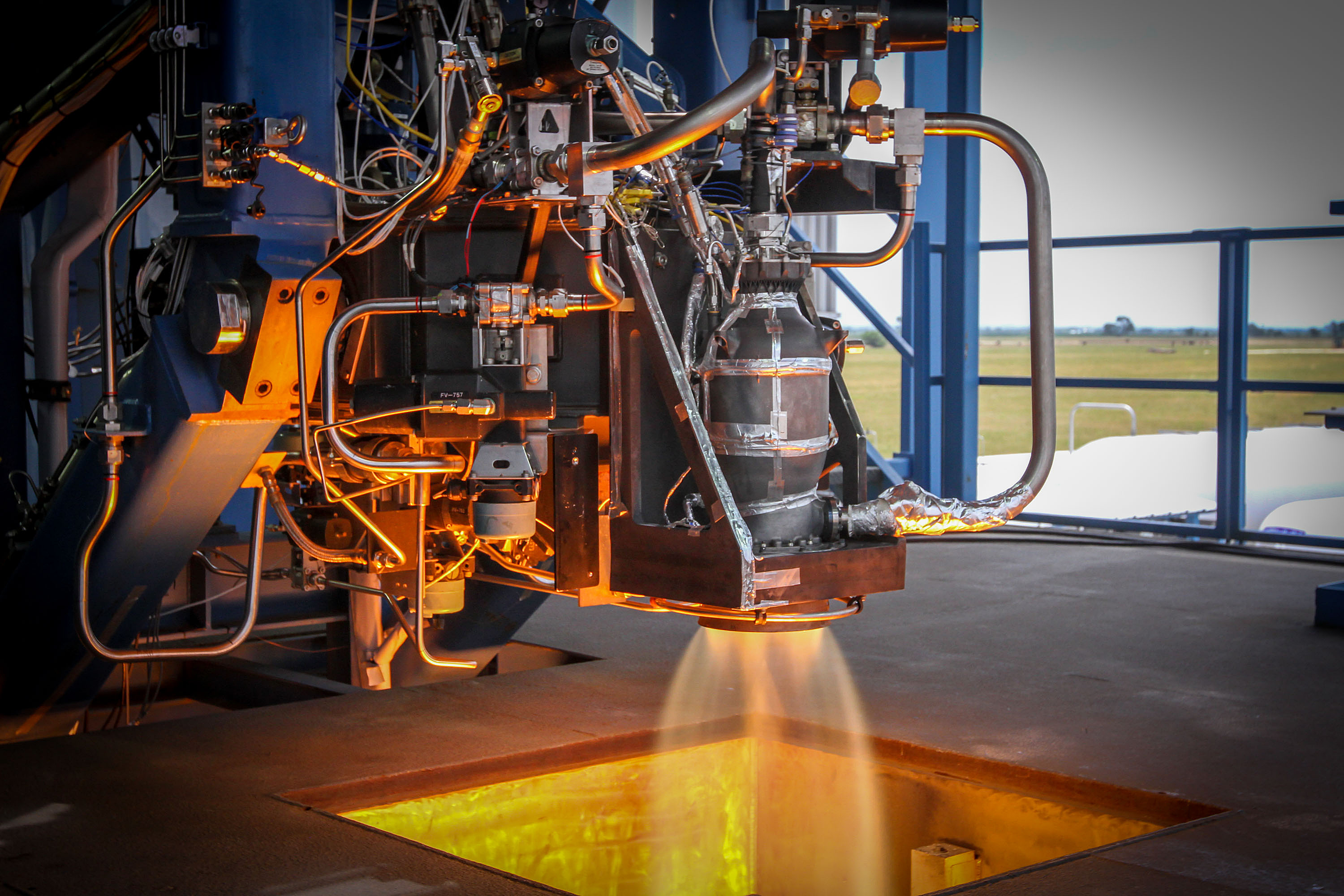
SuperDraco sur le banc de test de McGregor de SpaceX.

### Propulsion
Le Crew Dragon dispose de deux types de moteurs-fusées à ergols liquides, qui sont caractérisés par le recours à un mélange hypergolique de peroxyde d'azote et d'UDMH. Les huit moteurs-fusées SuperDraco, d'une poussée de 73 kilonewtons, ne servent qu'à l'éventuelle éjection de la capsule en cas de défaillance du lanceur. Les 16 Draco, d'une poussée unitaire de 400 newtons, sont utilisés pour les manœuvres et corrections orbitales. Ces moteurs sont répartis en quatre grappes de trois à la base de la capsule, ainsi que quatre autres à la face avant du vaisseau sous le cône amovible. Les moteurs sont disposés de manière à assurer une redondance en cas de défaillance de certains d'entre eux.

### Système de support de vie
Le système de support de vie a pour objectif de maintenir les caractéristiques de  l'atmosphère de la cabine du vaisseau en permettant à quatre personnes d'y séjourner jusqu'à cinq jours. Il renouvelle l'oxygène au fur et à mesure de sa consommation, maintient la pression à une valeur proche de celle du niveau de la mer (101,3 kPa), fait en sorte que le taux d'humidité soit compris entre 25 et 75%, élimine  le dioxyde de carbone (CO2) produit par la respiration de l'équipage, dissipe la chaleur produite par les astronautes et l'électronique en maintenant la température entre 18,3 et 26,7 °C. Ce système a été développé à partir de celui utilisé pour maintenir des petits animaux en vie (souris) dans le vaisseau cargo Dragon
La majorité des équipements du système de support de vie sont logés dans le compartiment pressurisé du vaisseau sous les sièges occupés par les astronautes. On y trouve les  filtres à (CO2)  utilisant de l'hydroxyde de lithium, deux groupes de trois réservoirs d'air comprimé et d'oxygène  (deux réservoirs d'oxygène et quatre réservoirs d'air comprimé). Ces réservoirs sont basés sur ceux mis au point pour le vaisseau de sauvetage de l'équipage de la station spatiale internationale X-38 développé par la NASA (projet annulé). Les réservoirs doivent permettre de maintenir une pression minimale de 55 kilopascals en cas de fuite ou de purge volontaire de l'atmosphère pour évacuer celle-ci si elle a été contaminée par un début d'incendie ou une substance polluante. Lorsque les astronautes portent leur combinaison, ils disposent de prises au niveau de leurs sièges auxquelles ils connectent leurs cordons ombilicaux pour renouveler et maintenir la température à l'intérieur de celle-ci. Un déshumidificateur élimine l'excédent d'eau présent dans l'atmosphère de la cabine en l'évacuant dans l'espace. Le contrôle de la température est effectué de deux manières. Lorsque le vaisseau est dans l'espace, l'air est refroidi au contact d'un circuit dans lequel circule un caloporteur qui lui-même élimine les calories dans l'espace via des radiateurs installés à la surface du "tronc" du vaisseau. Durant le lancement et après l'amerrissage, la température est maintenue à une valeur suffisamment basse à l'aide d'un circuit de réfrigération classique qui utilise l'atmosphère extérieure.

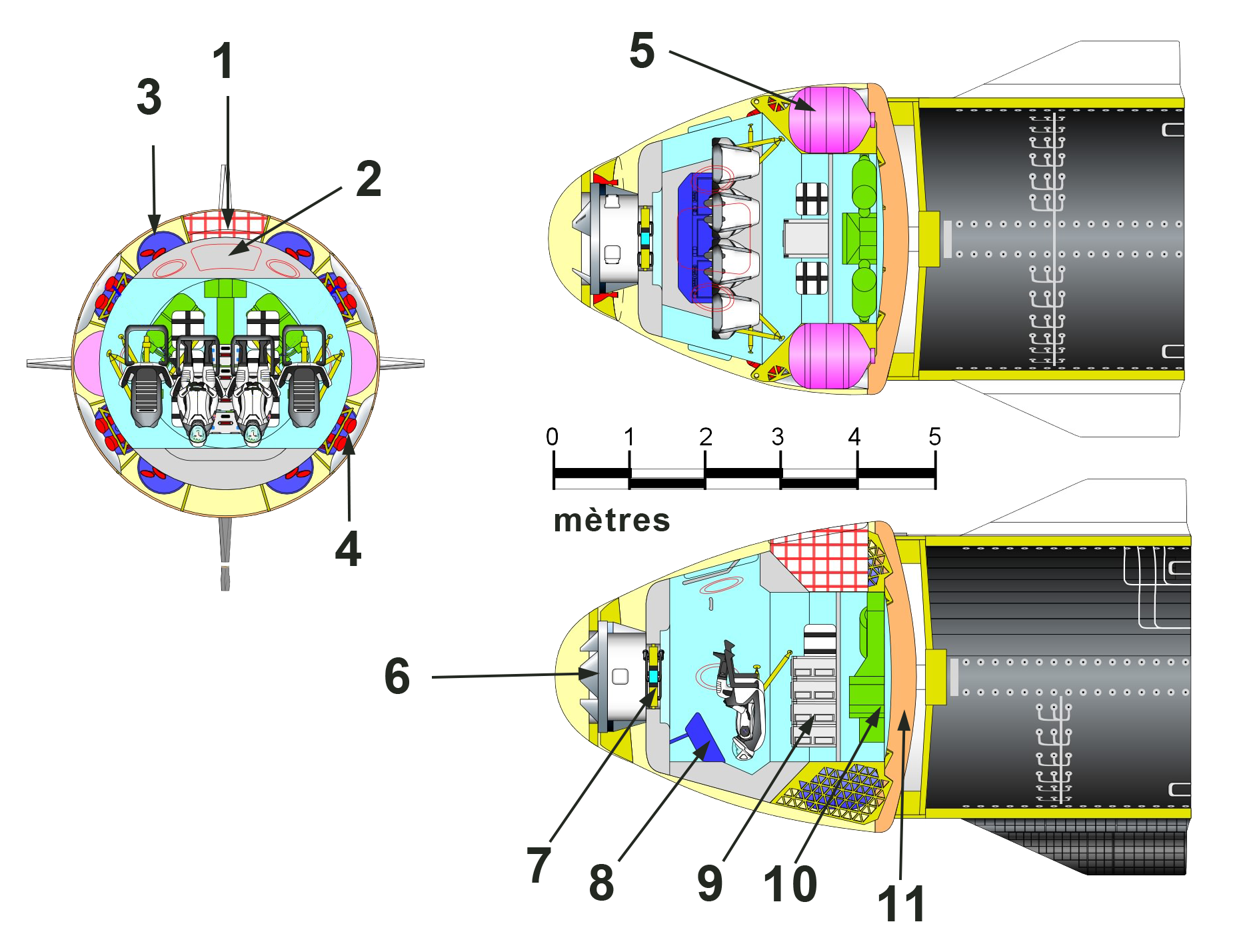
Plan en coupe du vaisseau : 1 : Parachutes principaux - 2 : Écoutille accès équipage - 3 : Moteurs de contrôle d'attitude (4 grappes) - 4 : Moteurs SuperDraco (4 x 2) - 5 : Réservoir d'ergols - 6 : Système d'amarrage à la station spatiale - 8 : Écrans utilisés pour le pilotage du vaisseau - 9 : Stockage du fret - 10 : Système de support de vie - 11 : Bouclier thermique.

### Aménagements intérieurs

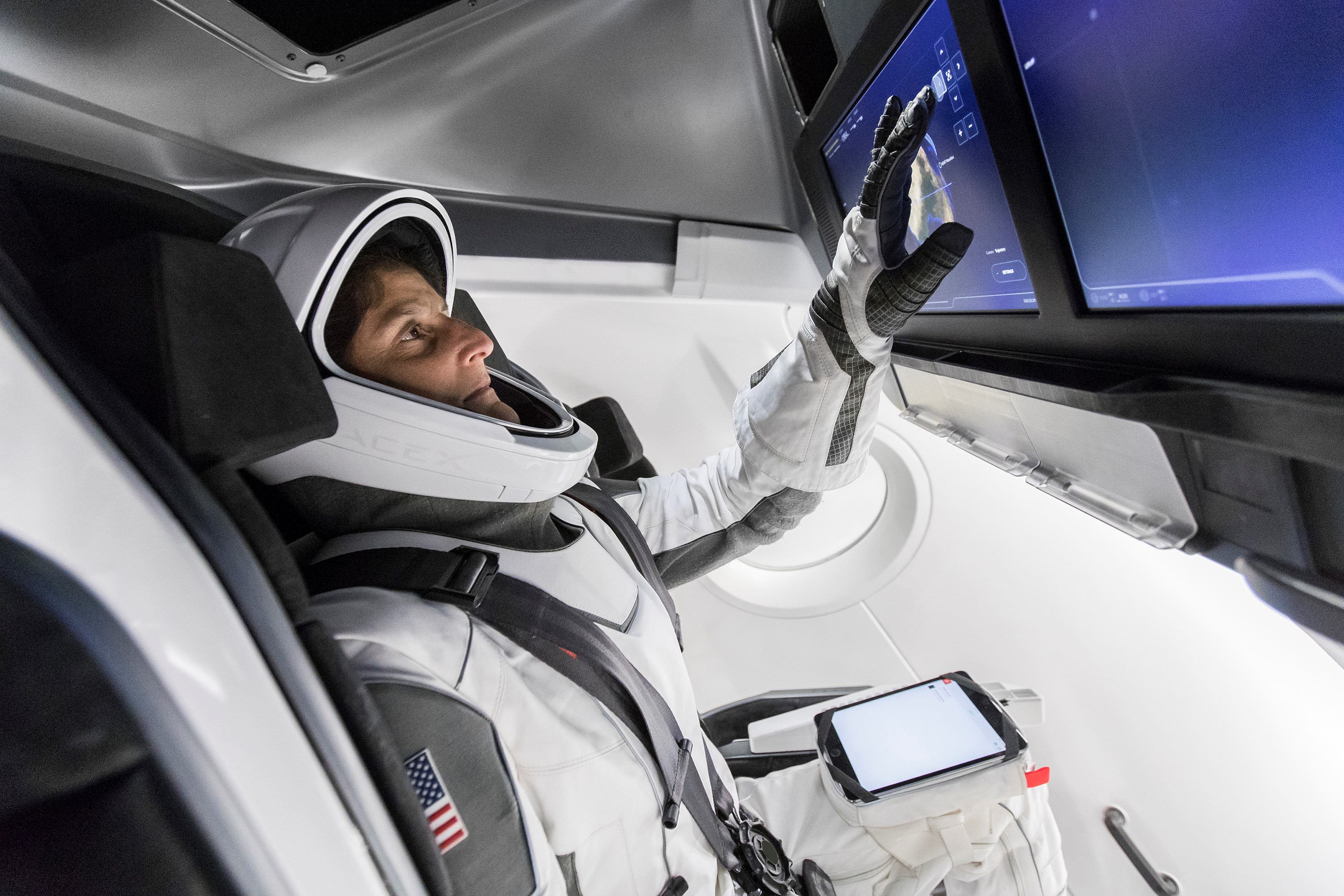
Sunita Williams dans une maquette du vaisseau.

Il était prévu initialement que l'intérieur du vaisseau soit aménagé de manière à pouvoir accueillir jusqu'à sept astronautes, tandis que la version utilisée par la NASA pour la relève des équipages de la station spatiale internationale devait en compter moins afin d'augmenter l'espace disponible pour le matériel emporté. À la suite de l'abandon de l'atterrissage propulsé au profit d'un amerrissage sous parachutes, le nombre d'astronautes transportés a du être ramené à quatre pour prendre en compte les forces de décélération au moment du contact avec la surface de l'océan (l'inclinaison des sièges a du être revue ce qui a entrainé une réorganisation de l'aménagement interne). Des écrans plats tactiles faisant face aux couchettes du pilote et du copilote rassemblent l'ensemble des données et des commandes. Pour les situations d'urgence, l'équipage dispose de boutons manuels classiques et d'une poignée centrale permettant d'éjecter la capsule durant le lancement. La cabine est conçue pour fonctionner en cas de dépressurisation accidentelle. Pour faire face à cette éventualité, les astronautes portent durant le vol une combinaison spatiale intégrale étanche et résistante aux flammes conçue par SpaceX. Un conduit ombilical relie la combinaison et le vaisseau. La combinaison spatiale prend en charge les communications avec l'extérieur et au sein de la cabine ainsi que la régulation thermique. Le casque est fabriqué par impression 3D. Les gants permettent d'utiliser les écrans tactiles.

Aménagements intérieurs
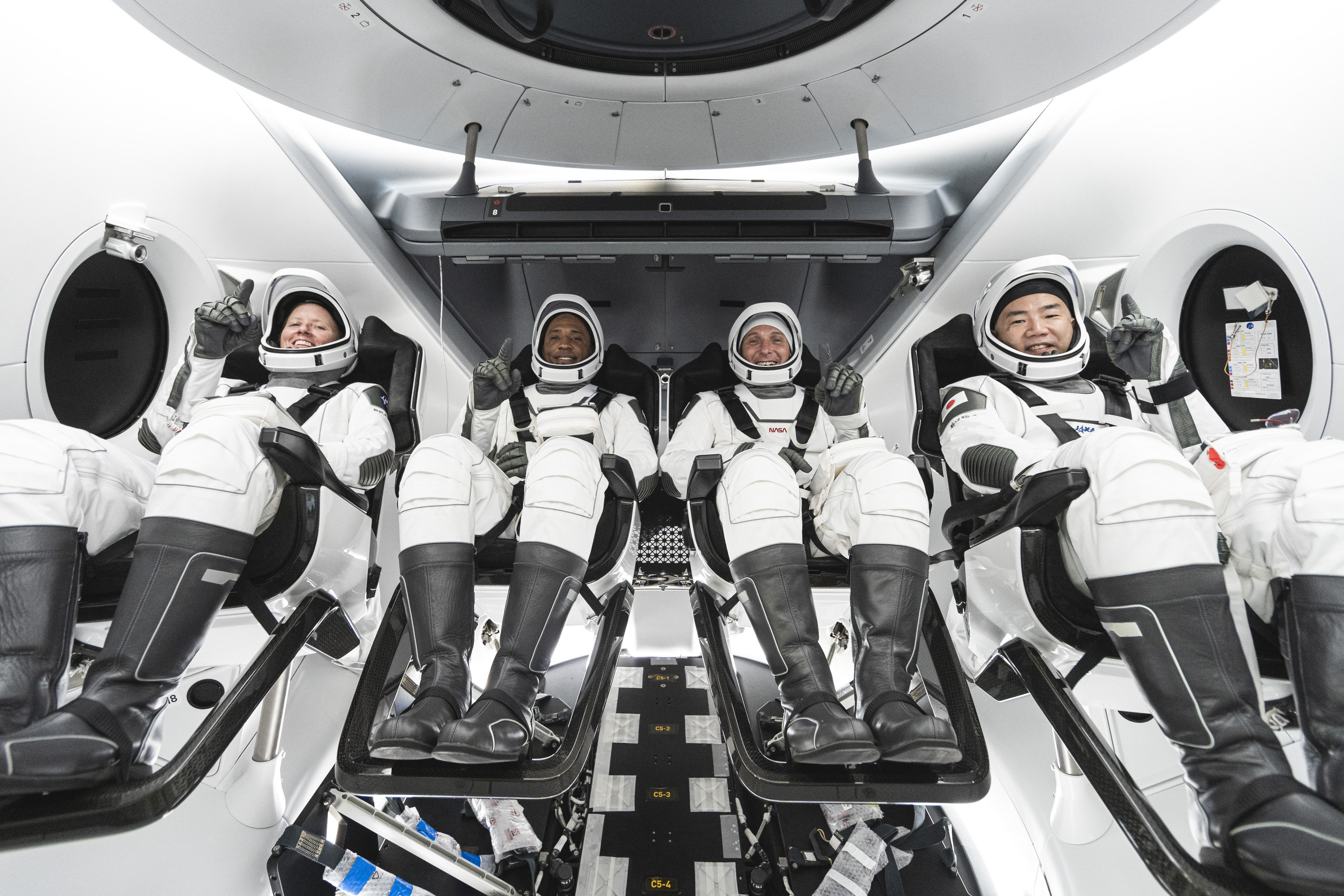
L'équipage du vol SpaceX Crew-1 à l'entrainement (août 2020).
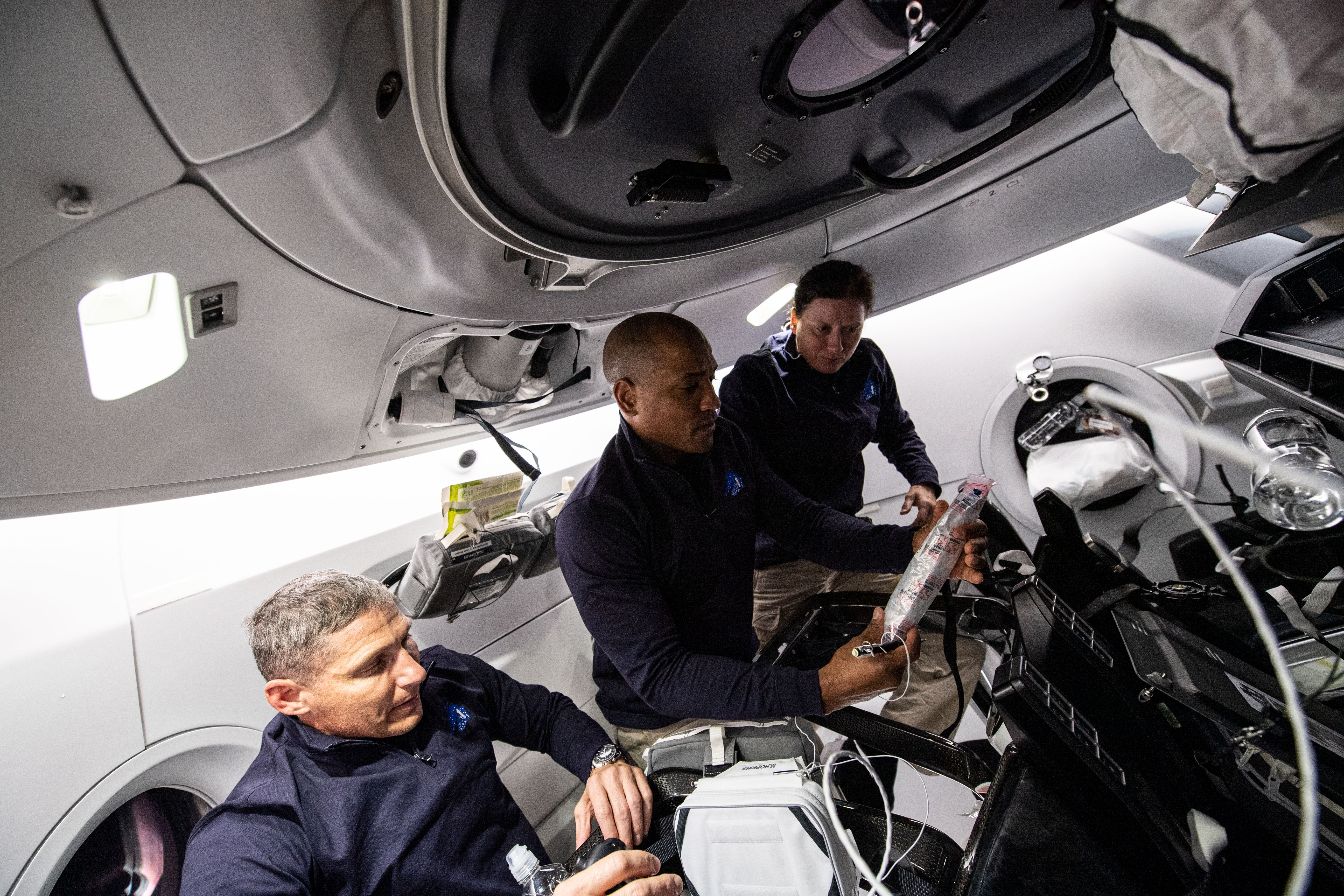
L'équipage du vol SpaceX Crew-1 en orbite (nov. 2020).

### Rentrée atmosphérique
Durant sa rentrée atmosphérique, le vaisseau est protégé de la chaleur générée par la transformation de l'énergie cinétique en énergie thermique par un bouclier thermique de type Phenolic Impregnated Carbon Ablator (PICA-X) en version adaptée du matériau utilisé sur la sonde spatiale Stardust.

### Amarrage à la station spatiale internationale

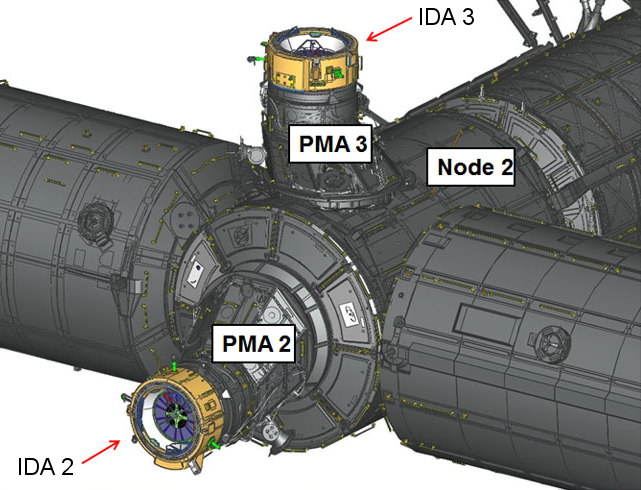
Deux ports d'amarrage de la Station spatiale internationale (IDA-2 et IDA-3) au format NDS peuvent être utilisés par les vaisseaux Crew Dragon et CST-100 Starliner.

Contrairement à l'ancienne version du vaisseau cargo, le Crew Dragon peut s'amarrer de manière autonome à la Station spatiale internationale. Par ailleurs, le cône qui protège l'écoutille n'est pas largué dans l'espace mais est amovible et solidaire du véhicule, ce qui permet sa réutilisation. Le système d'amarrage est de type NASA Docking System (NDS) au lieu du système CBM utilisé par le cargo spatial. Les deux vaisseaux Crew Dragon et CST-100 sont les premiers à utiliser ce système d'amarrage androgyne international mis au point par la NASA. Le diamètre interne de l'écoutille de forme circulaire est de 80 cm (contre un carré de 127 cm de côté pour le CBM) et il permet le transfert d'énergie, données, commandes, air, communications et potentiellement d'ergols, eau, oxygène et gaz pressurisant. Pour permettre aux vaisseaux spatiaux de s'amarrer, la station spatiale internationale est équipée avec deux adaptateurs IDA (IDA-2 et IDA-3). Ceux-ci sont installés sur les ports d'amarrage des PMA eux-mêmes fixés sur les ports avant et zénithal du module Harmony. Les PMA étaient utilisés auparavant par la navette spatiale américaine qui disposait d'un système d'amarrage périphérique androgyne de type APAS-95. IDA-2 a été installé le 19 août 2016 durant une sortie extravéhiculaire de l'équipage de la station tandis que la mise en place d'IDA-3 a lieu en août 2019.

Système d'amarrage
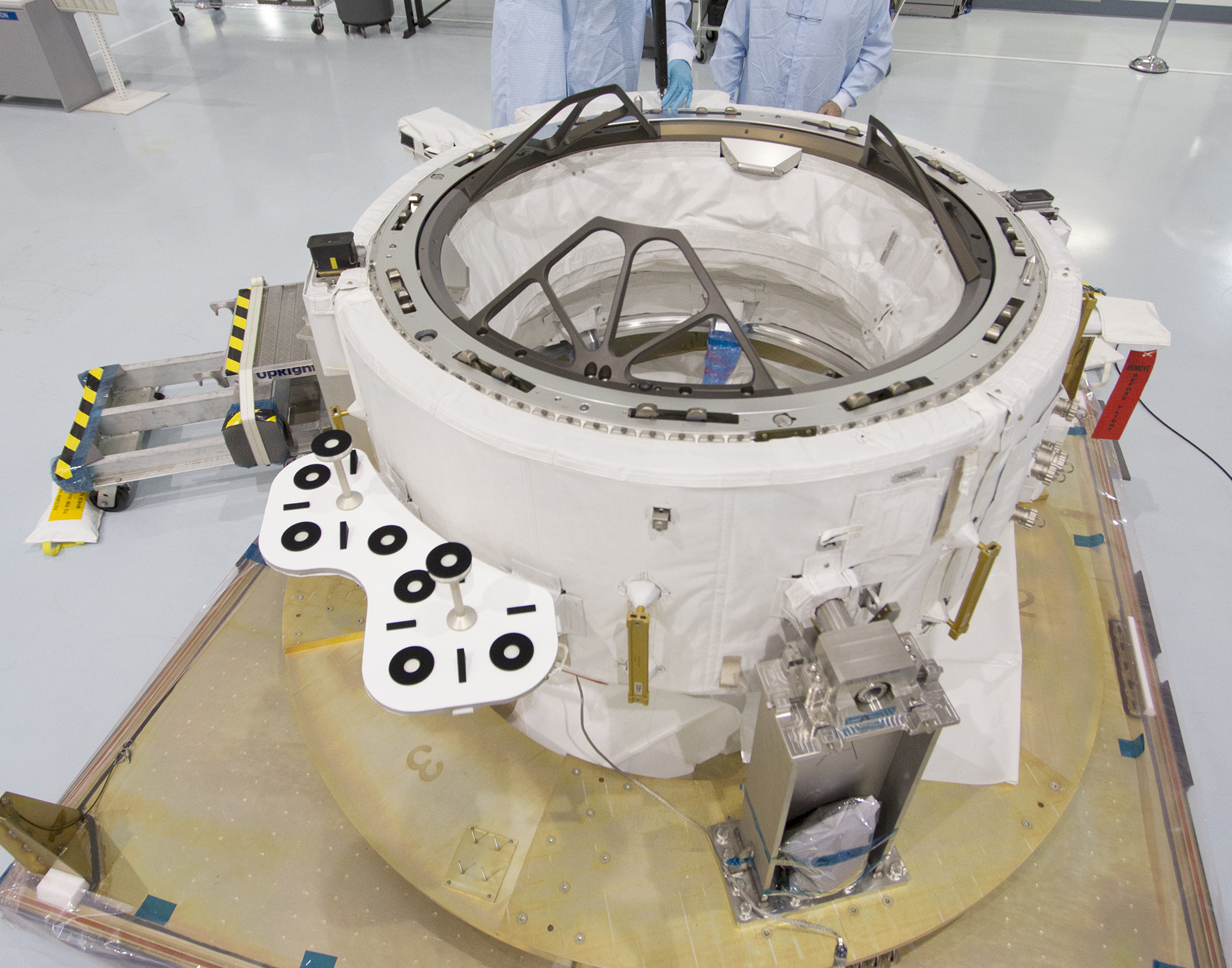
Adaptateur d'amarrage IDA installé sur la station spatiale internationale.
Démonstration au sol d'un amarrage avec le système NDS.

### Réutilisation
SpaceX a conçu son vaisseau pour qu'il puisse effectuer une dizaine de vols. La NASA, dans un premier temps réticente, accepte finalement en juin 2020 que le vaisseau Crew Dragon ainsi que le lanceur soit réutilisé pour la rotation des équipages. Certains de ces vaisseaux seront également réutilisés en version cargo dans le cadre du contrat CRS-2 de ravitaillement de la station spatiale.

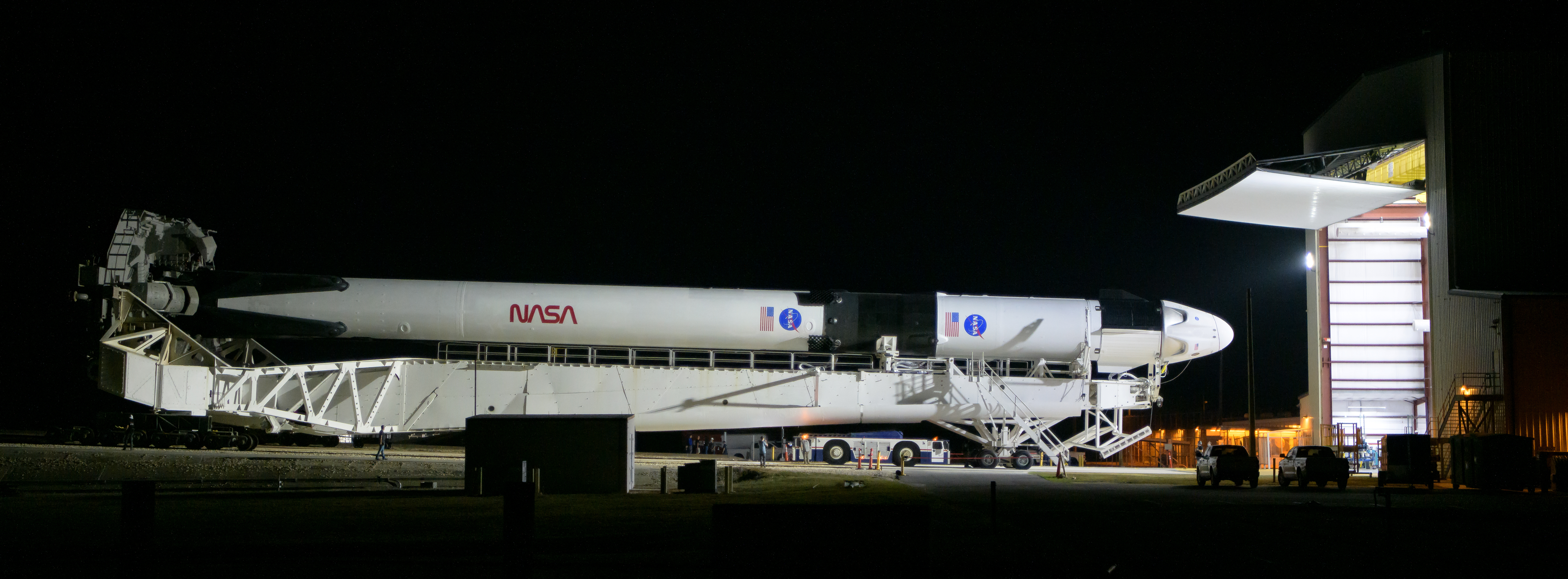
Crew Dragon et lanceur Falcon 9 quittent le bâtiment d'assemblage sur son transporteur érecteur pour le pas de tir.

## Complexe de lancement
Les lancements du vaisseau Crew Dragon sont effectués depuis le pas de tir du complexe de lancement 39A situé dans le centre spatial Kennedy en Floride. Cet ensemble de lancement a été utilisé dans le cadre du programme Apollo et pour les missions de la navette spatiale américaine. Le dernier vol de la navette spatiale (mission STS-135) a décollé le 8 juillet 2011 depuis ce pas de tir. La tour fixe utilisée pour préparer le lanceur a été réaménagée pour s'adapter aux caractéristiques du lanceur Falcon 9. Le bras permettant à l'équipage d'embarquer à bord du vaisseau a été relevé de 21 mètres et la glissière utilisée pour évacuer l'équipage et les techniciens en cas d'anomalie a été également rehaussée. Le vaisseau et le lanceur est complètement assemblé à l'horizontale puis testé dans un bâtiment (l'Horizontal Integration Facility) construit par SpaceX non loin du pas de tir. L'ensemble est convoyé par un transporteur érecteur (Transporter Erector ou TE) jusqu'au pas de tir puis est redressé à la verticale. Toutes ces installations permettent d'assembler et de lancer aussi bien les fusées Falcon 9 en version passager ou fret que la fusée Falcon Heavy.

Installations de lancement
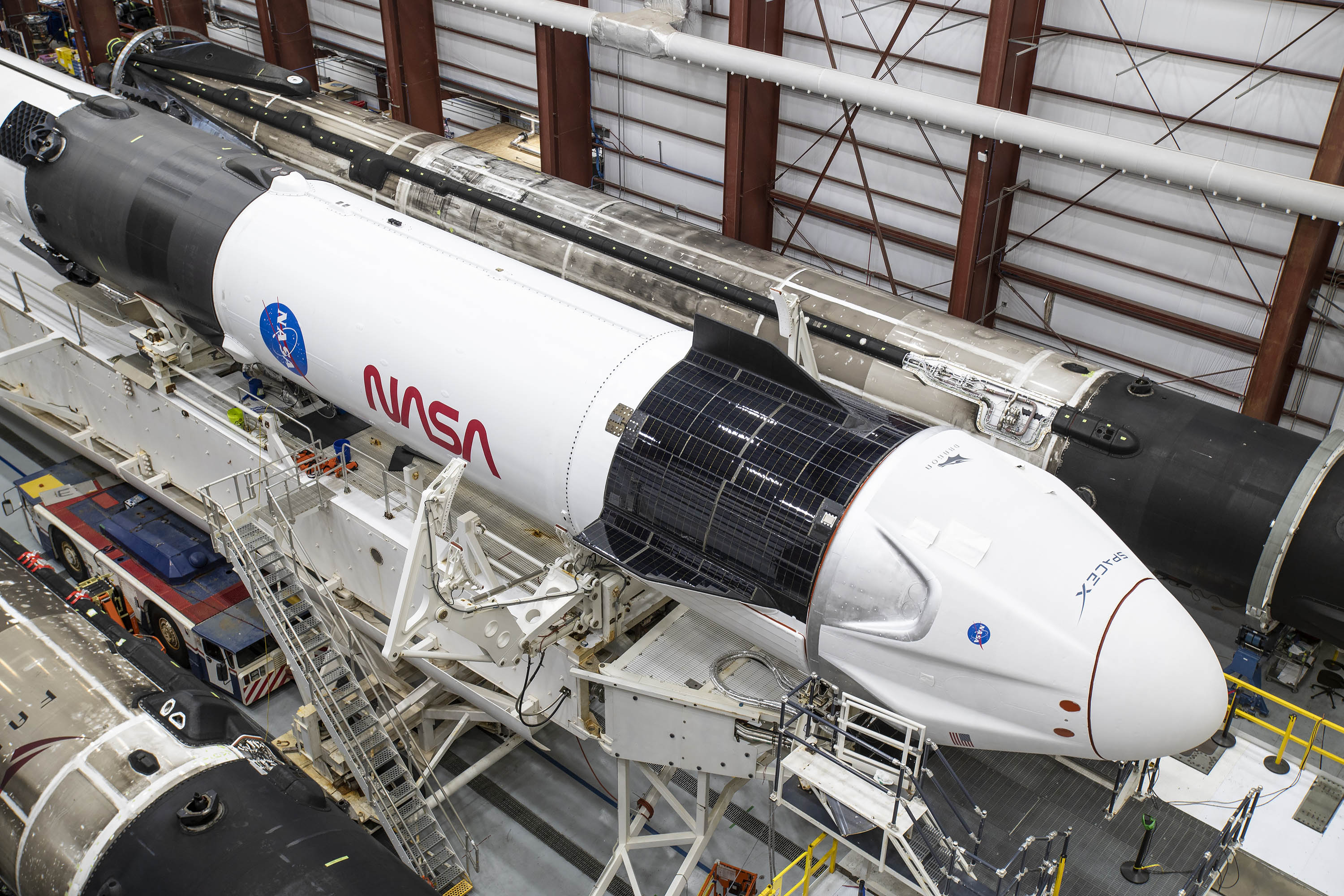
Vaisseau et fusée Falcon 9  de la mission SpaceX Crew-1 dans le bâtiment d'assemblage.
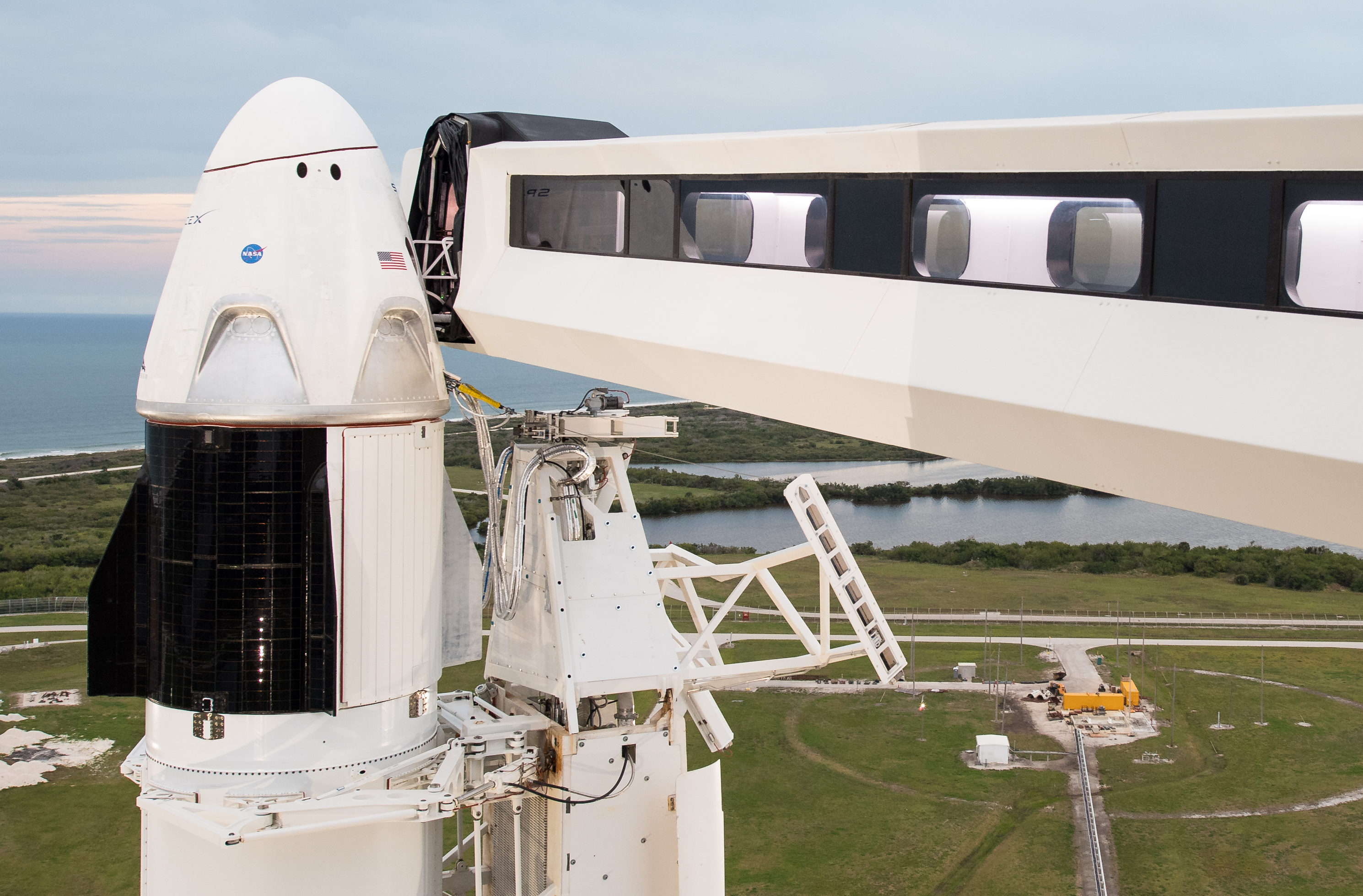
Passerelle permettant à l'équipage d'accéder au Crew Dragon.

## Lanceur

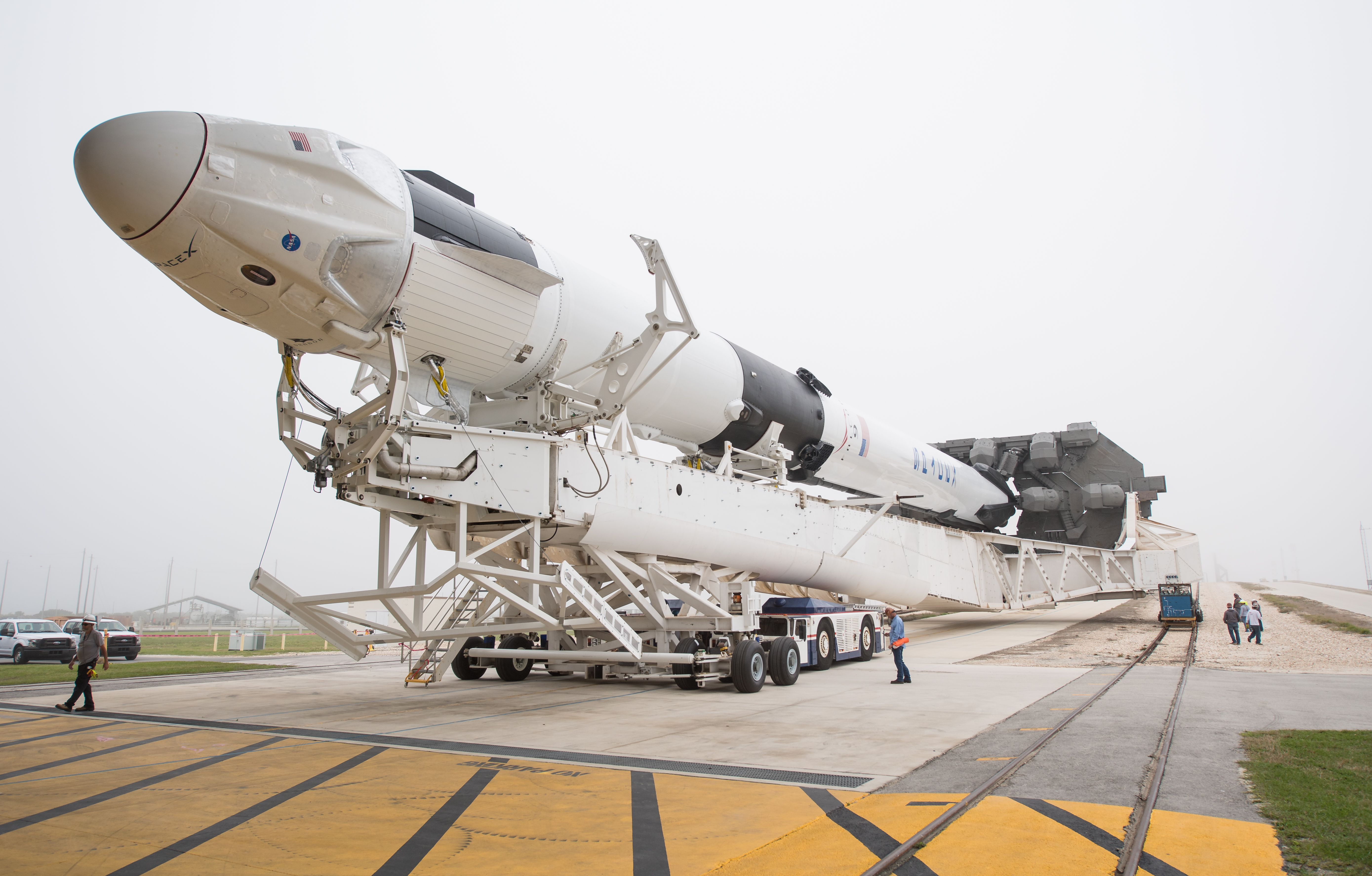
Le vaisseau Crew Dragon fixé au sommet de son lanceur Falcon 9 sur le transporteur-érecteur (vol inaugural sans équipage).

Le seul lanceur qualifié pour la mise en orbite du Crew Dragon est la fusée Falcon 9 dans sa version « bloc 5 ». Cette fusée à deux étages a effectué son premier vol en 2012 et a démontré depuis sa fiabilité en effectuant près d'une centaine de vols (en date de 2020). Haute de 70 mètres pour une masse au décollage de 549 tonnes, cette fusée peut placer plus de 22,8 tonnes en orbite basse (à une altitude inférieure à la station spatiale internationale) et 8,3 tonnes en orbite de transfert géostationnaire. Son premier étage est réutilisable mais si cette option est mise en œuvre la charge utile est de 16,8 tonnes en orbite basse et de 5,8 tonnes en orbite de transfert géostationnaire. Les deux étages sont propulsés par des moteurs Merlin 1D (9 pour le premier étage, un seul pour le second) d'une poussée unitaire de 903 kiloNewtons et d'une impulsion spécifique de 298 secondes (au sol). Pour répondre au cahier des charges de la NASA qui vise à réduire la probabilité de perte de l'équipage en dessous de 1/270, SpaceX a développé une nouvelle version, également utilisée pour les autres missions commercialisées par SpaceX. Parmi les exigences figurent la nécessité pour la structure du lanceur de supporter une charge supérieure de 40 % à la charge maximale calculée alors que cette valeur n'est que de 25 % pour le lancement de satellites.

## Déroulement d'une mission Crew Dragon

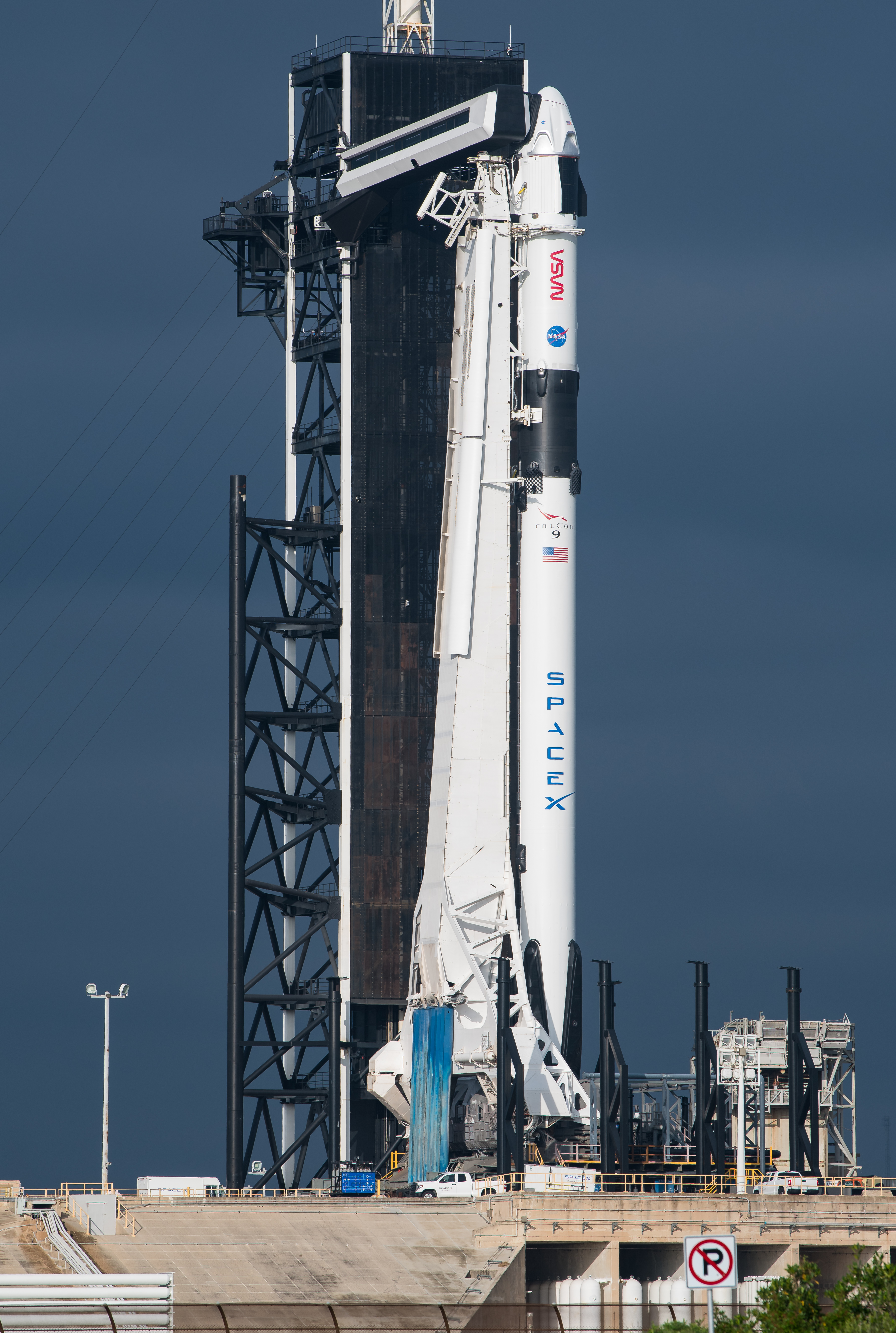
Le vaisseau du vol SpaceX Crew-1 et sa fusée Falcon 9 sur le pas de tir du centre spatial Kennedy peu avant son lancement (nov 2020).

### Conditions météorologiques
Le lancement n'a lieu que si un certain nombre de conditions météorologiques sont réunies : vitesse du vent inférieure à 55 km/h au sommet du lanceur, absence de cisaillement du vent en altitude, pas d'éclair dans les 30 minutes qui précèdent le décollage, absence d'orage associé à un cumulonimbus à enclume dans les vingt kilomètres alentour, pas de couche nuageuse épaisse avec température interne inférieure à 0 degré. Par ailleurs les conditions météorologiques sur le trajet du vaisseau au-dessus de l'océan Atlantique nord, là où le vaisseau est susceptible d'amerrir en cas de défaillance du lanceur, doivent permettre de récupérer celui-ci si le vol est interrompu.

### Préparation du lancement
Le lanceur et le vaisseau quittent le bâtiment d'assemblage sur leur transporteur érecteur plusieurs jours avant la date de lancement et sont placés en position verticale sur le pas de tir. Plusieurs heures avant le décollage l'équipage pénètre dans le vaisseau en empruntant la passerelle de la tour fixe adjacente au pas de tir.
La séquence de lancement se déroule en respectant une chronologie pratiquement toujours identique. Le remplissage des réservoirs du lanceur commence 45 minutes avant l'heure prévue pour le décollage (t) alors que l'équipage est déjà présent à bord du vaisseau. 3 minutes plus tard la passerelle qui a permis aux astronautes d'accéder au vaisseau est rétractée. 37 minutes avant le décollage le système de sauvetage du vaisseau est armé et le remplissage des réservoirs du premier étage commence, puis t – 16 minutes c'est au tour des réservoirs du deuxième étage. A t-5 minutes, le vaisseau reçoit son énergie de ses batteries. A t-45 secondes le responsable du lancement donne son feu vert pour la poursuite des opérations. Trois secondes avant le lancement, la séquence d'allumage des moteurs-fusées débute.

### Mise en orbite

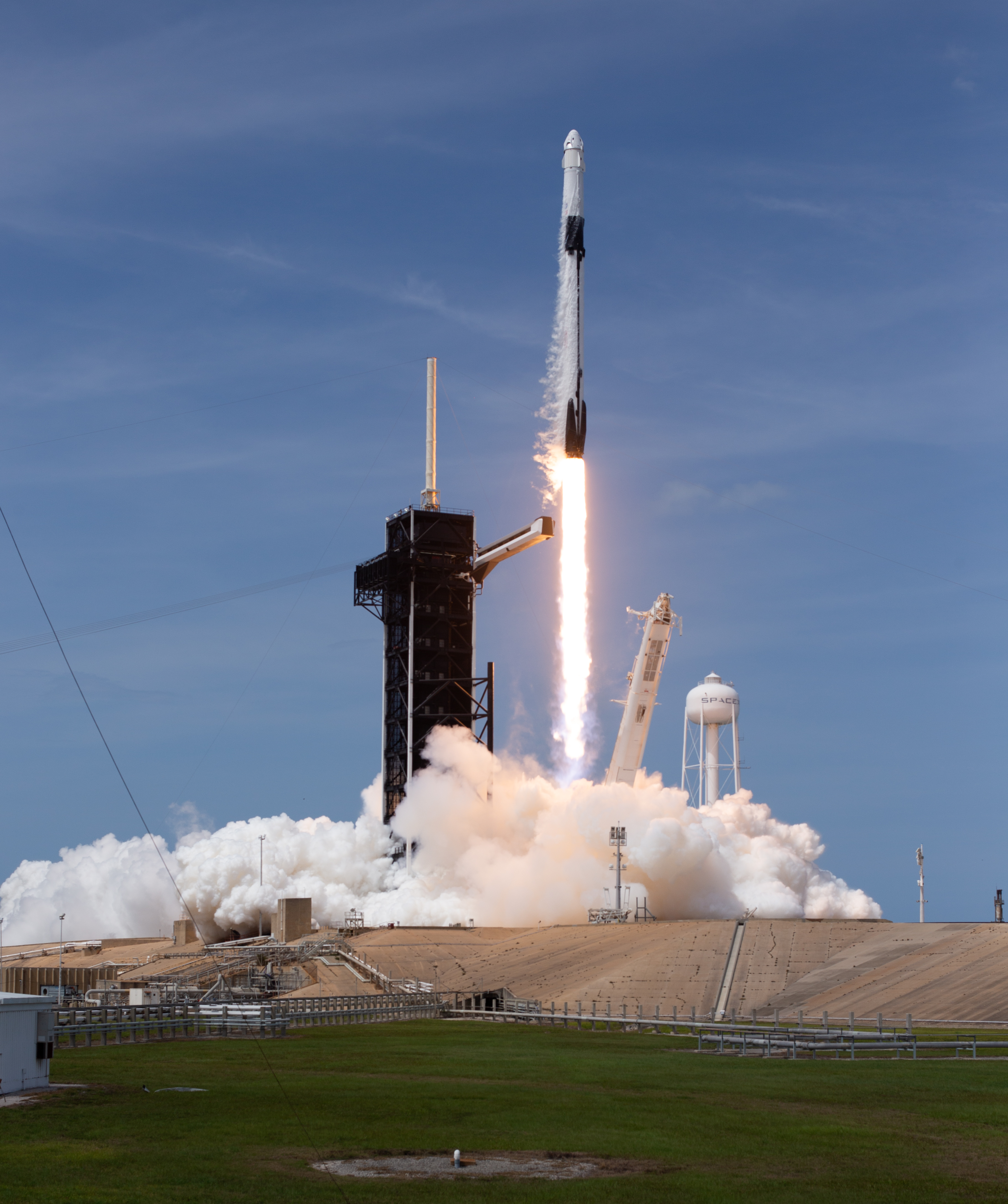
Lancement de la mission SpaceX Demo-2 premier vaisseau Crew Dragon emportant un équipage (mai 2020).

45 secondes après le décollage (t + 45 s) le lanceur atteint Max Q (point de pression dynamique maximale). Les moteurs du premier étage s'éteignent à t + 2 min 33 s : le premier étage est largué trois secondes plus tard et les moteurs du second étage sont allumés à t + 2 min 44 s. Le deuxième étage s'éteint 8 minutes et 47 secondes après le décollage. Le vaisseau se sépare du deuxième étage à t + 12 minutes et 46 secondes plus tard la séquence d'ouverture du cône protégeant le système d'amarrage est déclenchée. Le premier étage qui est récupéré initie une séquence de freinage t + 8 min 47 s puis vient se poser sur une barge située au large de la Floride à t + 9 min 42 s.

### Scénarios d'interruption du vol (lancement)

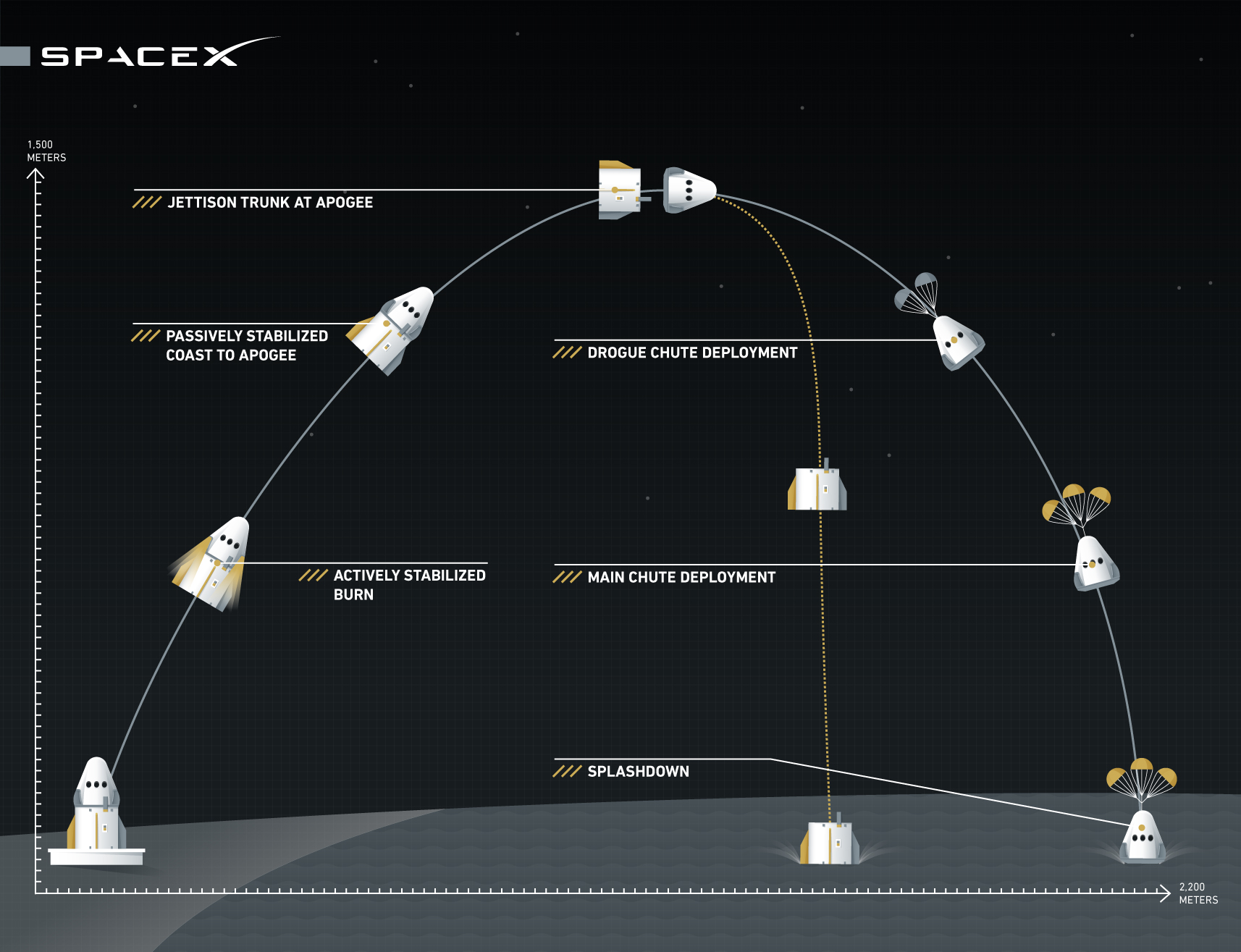
Schéma du scénario d'interruption de vol avant le décollage.

En cas de défaillance du lanceur avant le décollage (et alors que l'équipage est présent dans le vaisseau) ou durant la phase propulsée, plusieurs scénarios sont prévus pour sauvegarder le vaisseau et son équipage dans les différentes configurations rencontrées (altitude, vitesse, ...) :
- Si l'incident a lieu avant le décollage (durant la phase de remplissage des réservoirs ou juste après la mise à feu des moteurs-fusées) le vaisseau est arraché au lanceur par ses moteurs SuperDraco et va amerrir dans l'océan Atlantique à environ 1,2 kilomètre du pas de tir ;
- Du décollage à 1 min 15 s (la chronologie est celle de la mission SpaceX Crew-1) : la capsule doit amerrir dans une zone côtière comprise entre la Floride et la Caroline du Nord. Les équipes de sauvetage qui interviennent dans ce cas de figure sont prépositionnées dans ces deux États et peuvent arriver sur zone en moins d'une heure ;
- De 1 min 15 s à 2 min 36 s (fin de la propulsion du premier étage), l'amerrissage a lieu au large de la Virginie ;
- De 2 min 36 s à 8 min 5 s (après largage du premier étage) : le vaisseau amerrit dans une large zone comprise entre les eaux côtières du Delaware et le nord de la Nouvelle-Écosse ;
- De 8 min 5 s à 8 min 29 s : dans ce mode le vaisseau Crew Dragon doit utiliser ses moteurs pour réduire sa vitesse et amerrir au large de la Nouvelle-Écosse ;
- De 8 min 29 s à 8 min 39 s : dans ce mode le vaisseau Crew Dragon après séparation avec le lanceur utilise ses moteurs pour accroitre sa vitesse et atteindre la zone d'amerrissage située au large de la côte occidentale de l'Irlande ;
- De 8 min 39 s à 8 min 46 s : dans ce mode le vaisseau Crew Dragon après séparation avec le lanceur utilise ses moteurs pour réduire sa vitesse et atteindre la zone d'amerrissage située au large de la côte occidentale de l'Irlande ;
- Entre 8 min 46 s et 8 min 48 s : si la défaillance du lanceur a lieu durant les deux dernières secondes de la phase propulsée, le vaisseau est néanmoins placé en orbite mais à une altitude inférieure à celle prévue. Il peut utiliser ses moteurs pour atteindre l'altitude nominale et poursuivre sa mission.

### Retour sur Terre

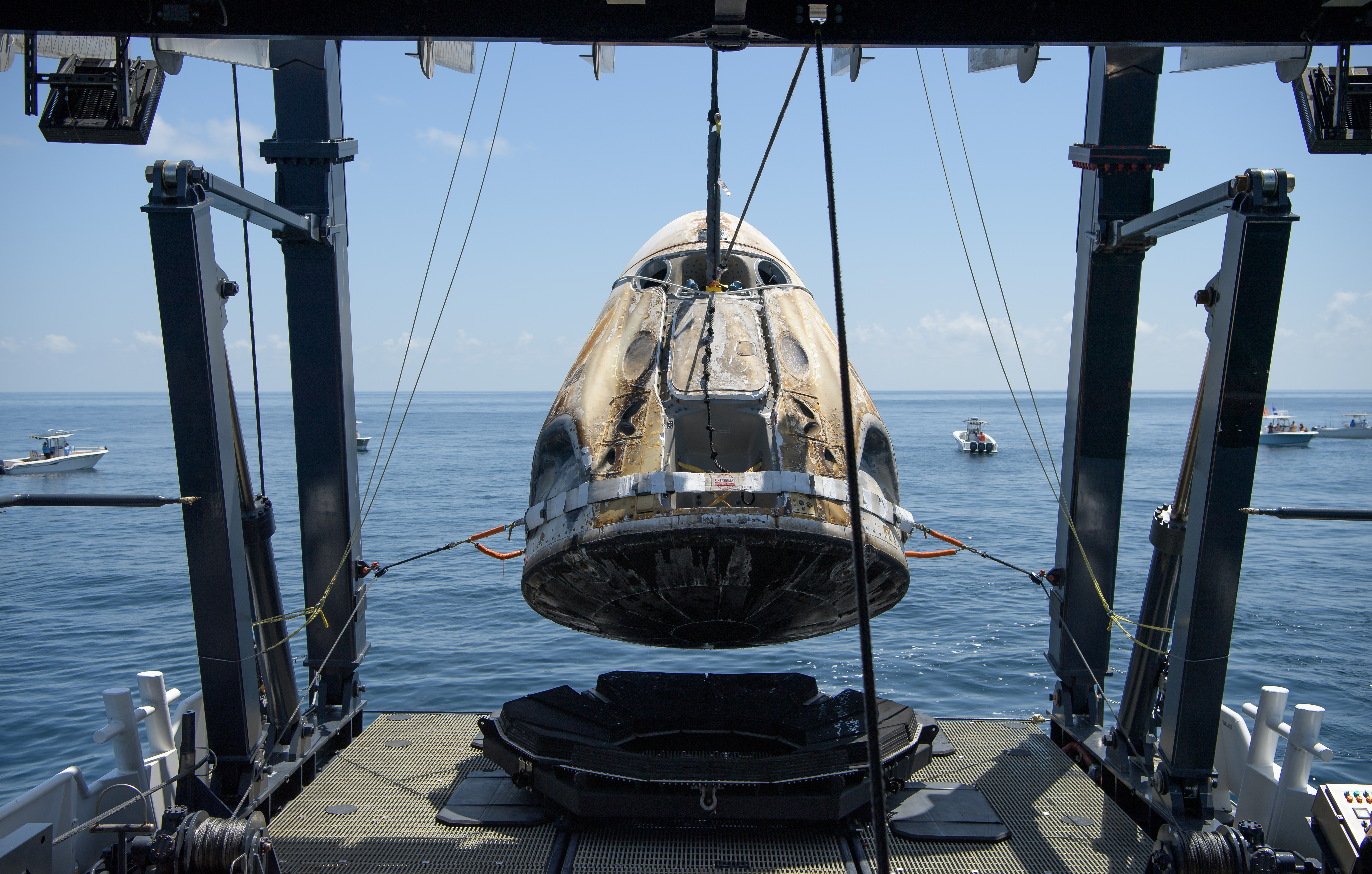
Le vaisseau Crew Dragon après sa récupération lors de la mission SpaceX Demo-2.

Le vaisseau Crew Dragon, après s'être séparé de manière autonome de la Station spatiale internationale, utilise sa propulsion pour réduire sa vitesse orbitale. Au bout de plusieurs heures il effectue les ultimes manœuvres pour pénétrer dans l'atmosphère de manière que l'amerrissage du vaisseau se fasse dans la zone de récupération prévue. Plusieurs sites au large de la Floride peuvent être sélectionnés en fonction des conditions météorologiques et l'amerrissage peut se faire également dans le golfe du Mexique si nécessaire. La trappe de forme conique protégeant le système d'amarrage (instruments et écoutille) est refermée. La partie non pressurisée du vaisseau est larguée et le vaisseau est réorienté de manière que son bouclier thermique soit tourné vers l'avant pour protéger le vaisseau de l'échauffement généré par la friction de l'atmosphère. L'avant du vaisseau est rapidement porté à une température qui atteint 1 600 °C. Durant cette phase, le vaisseau utilise ses propulseurs pour contrôler son angle d'entrée de manière à optimiser sa trajectoire et se rapprocher au maximum du point visé. La précision atteinte est de quelques kilomètres. À environ 13,7 km d'altitude, le vaisseau déclenche le déploiement de deux petits parachutes pilotes qui stabilisent le vaisseau spatial et le ralentissent. Les trois parachutes principaux sont déployés à environ 3 kilomètres d'altitude et ramènent la vitesse de descente à environ 20 km/h. Le vaisseau spatial amerrit environ 50 minutes après avoir entamé les manœuvres qui ont déclenché la rentrée atmosphérique. Le vaisseau est rapidement récupéré et remonté à bord d'un vaisseau présent dans la zone d'amerrissage. Les astronautes quittent alors le vaisseau.

## Flotte
| S/N       | Nom        | Type      | Statut         | Nombre de vols | Missions                                                | Remarques | Cat. |
| --------- | ---------- | --------- | -------------- | -------------- | ------------------------------------------------------- | --- | ---- |
| C201      | DragonFly  | Prototype | Retiré         | 1              | Pad Abort Test (en)                                     | Prototype utilisé pour le test d'éjection depuis le sol à Cap Canaveral et les tests de vol stationnaire captif au centre d'essais McGregor.                                             |      |
| C202      | Aucun      | Prototype | Retiré         | N/A            | N/A                                                     | Module de qualification pressurisé utilisé pour les essais structurels. |      |
| C203      | Aucun      | Prototype | Utilisé au sol | N/A            | N/A                                                     | Module de test du système de support de vie, toujours utilisé en simulation avec humains.                                                                                                |      |
| C204 (en) | Aucun      | Crew      | Détruit        | 1              | Demo-1                                                  | Premier Dragon 2 à voler dans l'espace lors de la mission Demo-1 ; détruit accidentellement lors d'essais au sol des propulseurs de sauvetage quelques semaines plus tard.               |      |
| C205 (en) | Aucun      | Crew      | Retiré         | 1              | In-Flight Abort Test                                    | Devait à l'origine être utilisé sur la mission Demo-2, mais a plutôt effectué le Test d'éjection en vol du Crew Dragon en raison de la destruction du C204 et a été retiré par la suite. |      |
| C206      | Endeavour  | Crew      | Actif          | 6              | - Demo-2 - Crew-2 - Axiom-1 - Crew-6 - Crew-8 - Crew-11 | Premier véhicule à transporter un équipage lors de la mission Crew Demo-2 ; nommé d'après la navette spatiale Endeavour.                                                                 |      |
| C207      | Resilience | Crew      | Actif          | 4              | - Crew-1 - Inspiration4 - Polaris Dawn - Fram2          | Utilisé pour Inspiration4 et modifié par l'ajout d'une coupole à la place de l'adaptateur d'amarrage. Prévu pour Fram2.                                                                  |      |
| C208      | Aucun      | Cargo     | Actif          | 5              | - CRS-21 - CRS-23 - CRS-25 - CRS-28 - CRS-31            | Premier Cargo Dragon 2 |      |
| C209      | Aucun      | Cargo     | Actif          | 5              | - CRS-22 - CRS-24 - CRS-27 - CRS-30 - CRS-32            | Second Cargo Dragon 2. |      |
| C210      | Endurance  | Crew      | Actif          | 4              | - Crew-3 - Crew-5 - Crew-7 - Crew-10                    | |      |
| C211      | Aucun      | Cargo     | Actif          | 2              | - CRS-26 - CRS-29 - CRS-33                              | Troisième Cargo Dragon 2 |      |
| C212      | Freedom    | Crew      | Actif          | 4              | - Crew-4 - Axiom-2 - Axiom-3 - Crew-9                   | |      |
| C213      | Grace      | Crew      | Actif          | 1              | - Axiom-4                                               | Dernier Crew Dragon construit. |      |

## Historique des vols

### Crew Dragon
| Vol n° | Mission                                                                                                  | Insigne | Capsule         | Lancement         | Retour            | Équipage                                                               | Résultat |
| ------ | --- | ------- | --------------- | ----------------- | ----------------- | ---------------------------------------------------------------------- | -------- |
| 1      | Demo-1                                                                                                   |         | C201            | 2 mars 2019       | 8 mars 2019       | Sans équipage                                                          | Succès   |
| 1      | Vol de qualification sans équipage                                                                       |         |                 |                   |                   |                                                                        |          |
| -      | Test d'éjection en vol                                                                                   |         | C205            | 19 janvier 2020   | 19 janvier 2020   | Sans équipage                                                          | Succès   |
| -      | Vol atmosphérique servant à tester le système d'éjection de la capsule                                   |         |                 |                   |                   |                                                                        |          |
| 2      | Demo-2                                                                                                   |         | C206 Endeavour  | 30 mai 2020       | 30 août 2020      | Robert Behnken Douglas Hurley                                          | Succès   |
| 2      | Vol de qualification avec équipage                                                                       |         |                 |                   |                   |                                                                        |          |
| 3      | Crew-1                                                                                                   |         | C207 Resilience | 16 novembre 2020  | 2 mai 2021        | Michael Hopkins Victor Glover Soichi Noguchi Shannon Walker            | Succès   |
| 3      | Premier vol opérationnel                                                                                 |         |                 |                   |                   |                                                                        |          |
| 4      | Crew-2                                                                                                   |         | C206 Endeavour  | 23 avril 2021     | 9 novembre 2021   | Robert Shane Kimbrough Megan McArthur Akihiko Hoshide Thomas Pesquet   | Succès   |
| 5      | Inspiration4                                                                                             |         | C207 Resilience | 16 septembre 2021 | 18 septembre 2021 | Jared Isaacman Sian Proctor Hayley Arceneaux Christopher Sembroski     | Succès   |
| 5      | Premier vol privé ; premier vol opérationnel sans amarrage à l'ISS.                                      |         |                 |                   |                   |                                                                        |          |
| 6      | Crew-3                                                                                                   |         | C210 Endurance  | 11 novembre 2021  | 6 mai 2022        | Raja Chari Thomas Marshburn Kayla Barron Matthias Maurer               | Succès   |
| 7      | Axiom Space-1                                                                                            |         | C206 Endeavour  | 8 avril 2022      | 25 avril 2022     | Michael López-Alegría Larry Connor Eytan Stibbe Mark Pathy             | Succès   |
| 7      | Premier vol privé vers l'ISS                                                                             |         |                 |                   |                   |                                                                        |          |
| 8      | Crew-4                                                                                                   |         | C212 Freedom    | 27 avril 2022     | 14 octobre 2022   | Kjell N. Lindgren Robert Hines Samantha Cristoforetti Jessica Watkins  | Succès   |
| 9      | Crew-5                                                                                                   |         | C210 Endurance  | 5 octobre 2022    | 12 mars 2023      | Nicole Mann Josh A. Cassada Kōichi Wakata Anna Kikina                  | Succès   |
| 9      | Premier vol avec un astronaute de Roscosmos.                                                             |         |                 |                   |                   |                                                                        |          |
| 10     | Crew-6                                                                                                   |         | C206 Endeavour  | 2 mars 2023       | 4 septembre 2023  | Stephen Gerard Bowen Warren Hoburg Sultan Al Neyadi Andreï Fediaïev    | Succès   |
| 11     | Axiom Space-2                                                                                            |         | C212 Freedom    | 21 mai 2023       | 31 mai 2023       | Peggy Whitson John Shoffner Ali Al-Qarni Rayyanah Barnawi              | Succès   |
| 11     | Deuxième vol privé vers l'ISS                                                                            |         |                 |                   |                   |                                                                        |          |
| 12     | Crew-7                                                                                                   |         | C210 Endurance  | 26 août 2023      | 12 mars 2024      | Jasmin Moghbeli Andreas Mogensen Satoshi Furukawa Konstantin Borissov  | Succès   |
| 13     | Axiom Space-3                                                                                            |         | C212 Freedom    | 18 janvier 2024   | 9 février 2024    | Michael López-Alegría Walter Villadei Alper Gezeravcı Marcus Wandt     | Succès   |
| 14     | Crew-8                                                                                                   |         | C206 Endeavour  | 4 mars 2024       | 25 octobre 2024   | Matthew Dominick Michael Barratt Jeanette Epps Alexandre Grebionkine   | Succès   |
| 15     | Polaris Dawn                                                                                             |         | C207 Resilience | 10 septembre 2024 | 15 septembre 2024 | Jared Isaacman Scott Poteet Sarah Gillis Anna Menon                    | Succès   |
| 15     | Premier vol du programme Polaris                                                                         |         |                 |                   |                   |                                                                        |          |
| 16     | Crew-9                                                                                                   |         | C212 Freedom    | 28 septembre 2024 | 18 mars 2025      | Nick Hague Alexander Gorbounov Barry Wilmore Sunita Williams           | Succès   |
| 16     | Premier vol habité depuis SLC-40.                                                                        |         |                 |                   |                   |                                                                        |          |
| 17     | Crew-10                                                                                                  |         | C210 Endurance  | 14 mars 2025      | 9 août 2025       | Anne McClain Nichole Ayers Takuya Onishi Kirill Peskov                 | Succès   |
| 18     | Fram2 |         | C207 Resilience | 1er avril 2025    | 4 avril 2025      | Jannicke Mikkelsen Rabea Rogge Chun Wang Eric Philips                  | Succès   |
| 18     | Vol privé ; premier vol habité en orbite polaire ; premier amerrissage sur la côte ouest des États-Unis. |         |                 |                   |                   |                                                                        |          |
| 19     | Axiom Space-4                                                                                            |         | C213 Grace      | 25 juin 2025      | 15 juillet 2025   | Peggy Whitson Shubhanshu Shukla Sławosz Uznański-Wiśniewski Tibor Kapu | Succès   |
| 20     | Crew-11                                                                                                  |         | C206 Endeavour  | 31 juillet 2025   |                   | Zena Cardman Mike Fincke Kimiya Yui Oleg Platonov                      | En cours |
| 21     | Crew-12                                                                                                  |         |                 | janvier 2026      |                   | Jack Hathaway Jessica Meir Sophie Adenot Oleg Artemyev                 | Prévu    |

### Cargo Dragon
| Vol n° | Mission | Insigne | Capsule | Lancement        | Atterrissage     | Objectif                     | Résultat |
| ------ | ------- | ------- | ------- | ---------------- | ---------------- | ---------------------------- | -------- |
| 1      | CRS-21  |         | C208    | 6 décembre 2020  | 14 janvier 2021  | Cargo à destination de l'ISS | Succès   |
| 2      | CRS-22  |         | C209    | 3 juin 2021      | 10 juillet 2021  | Cargo à destination de l'ISS | Succès   |
| 3      | CRS-23  |         | C208    | 29 août 2021     | 1er octobre 2021 | Cargo à destination de l'ISS | Succès   |
| 4      | CRS-24  |         | C209    | 21 décembre 2021 | 24 janvier 2022  | Cargo à destination de l'ISS | Succès   |
| 5      | CRS-25  |         | C208    | 15 juillet 2022  | 20 août 2022     | Cargo à destination de l'ISS | Succès   |
| 6      | CRS-26  |         | C211    | 26 novembre 2022 | 11 janvier 2023  | Cargo à destination de l'ISS | Succès   |
| 7      | CRS-27  |         | C209    | 15 mars 2023     | 15 avril 2023    | Cargo à destination de l'ISS | Succès   |
| 8      | CRS-28  |         | C208    | 5 juin 2023      | 30 juin 2023     | Cargo à destination de l'ISS | Succès   |
| 9      | CRS-29  |         | C211    | 10 novembre 2023 | 22 décembre 2023 | Cargo à destination de l'ISS | Succès   |
| 10     | CRS-30  |         | C209    | 21 mars 2024     | 30 avril 2024    | Cargo à destination de l'ISS | Succès   |
| 11     | CRS-31  |         | C208    | 5 novembre 2024  | 16 décembre 2024 | Cargo à destination de l'ISS | Succès   |
| 12     | CRS-32  |         | C209    | 21 avril 2025    | 25 mai 2025      | Cargo à destination de l'ISS | Succès   |
| 13     | CRS-33  |         | C211    | 24 août 2025     |                  | Cargo à destination de l'ISS | Prévu    |
| 14     | CRS-34  |         |         | 2026             |                  | Cargo à destination de l'ISS | Prévu    |
| 15     | CRS-35  |         |         | novembre 2026    |                  | Cargo à destination de l'ISS | Prévu    |